# 2020 na televisão brasileira
A seguir há uma lista de eventos relacionados à televisão brasileira em 2020. Os eventos listados incluem estreias, cancelamentos e finais de programas de televisão; lançamento, encerramento e rebrandings de canais; estações locais mudando de afiliação de rede; e informações sobre controvérsias e disputas de carregamento.
Assim como várias áreas da sociedade, a televisão brasileira foi largamente afetada pela pandemia de COVID-19, que teve o primeiro caso em território nacional diagnosticado em 26 de fevereiro. Houve impactos na rotina de trabalho dos profissionais de diversas emissoras, bem como a suspensão, adiamento ou cancelamento de diversos programas em andamento ou em fase de produção, demissões de funcionários e contenção de gastos, seguidas de alterações drásticas e em alguns casos inéditas nas programações das principais redes. Informações mais detalhadas podem ser encontradas em Impactos da pandemia de COVID-19 na televisão brasileira.

## Eventos notáveis

### Janeiro
| Data | Evento |
| ---- | --- |
| 1    | O Grupo Globo prossegue com o programa de reorganização administrativa UmaSóGlobo, que resulta na centralização da Rede Globo, Globosat, Som Livre, Globoplay, Globo.com e Diretoria de Gestão Corporativa (DGCorp) em um único núcleo administrativo. Com isso, Paulo Daudt Marinho, que dirigia a antiga Unidade de Negócios Digitais da Globosat, torna-se o novo diretor dos Canais Globo (Rede Globo, canais Globosat e gestão de rede de afiliadas). O cargo de diretor-geral da Rede Globo, existente desde a fundação da emissora, é extinto, e Carlos Henrique Schroder (que ocupava esta função desde 2013) torna-se diretor de Criação e Produção de Conteúdo, com jurisdição sobre os departamentos de Entretenimento, Esporte e Jornalismo da Rede Globo e de suas co-irmãs. |
| 5    | A TNT transmite a 77.ª edição dos Prêmios Globo de Ouro. |
| 8    | Durante uma reportagem ao vivo para o programa Balanço Geral exibido pela RIC Londrina, afiliada da RecordTV em Londrina, Paraná, a repórter Dayane Enz recebe um pedido de casamento do soldado Wellington Fialho, integrante do Corpo de Bombeiros da Polícia Militar do Paraná. Devido a surpresa e as circunstâncias em que ela ocorreu (durante uma entrevista com o namorado a respeito de um incêndio que havia deixado algumas pessoas desabrigadas na cidade), a repórter só aceitou a proposta um dia depois, quando foi recebida junto com o soldado no estúdio do programa para explicar o ocorrido. |
| 12   | A TNT transmite a 25.ª edição dos Prêmios Critics' Choice Movie. |
| 13   | Na TV Cultura, Daniela Lima deixa a apresentação do Roda Viva. |
| 18   | Tem início o Campeonato Carioca de Futebol de 2020 (contando a partir da Taça Guanabara, primeiro turno da competição), que devido a falta de acordo do Flamengo com o Grupo Globo (Rede Globo, SporTV e Premiere) por conta dos valores pagos pelos direitos de transmissão das partidas, não tem os jogos que envolvam o clube e seus oponentes televisionados por qualquer tipo de plataforma. |
| 19   | Na RecordTV, Geraldo Luís deixa a apresentação do Domingo Show. O programa entra em um período de hiato, sendo substituído por sessões duplas do Cine Maior Especial. |
| 20   | Na Band, Joana Treptow deixa a apresentação do Café com Jornal, sendo substituída por Michelle Trombelli. |
| 20   | Na TV Cultura, Vera Magalhães assume a apresentação do Roda Viva, substituindo Daniela Lima. |
| 26   | A TNT transmite a 62.ª edição do Grammy Award. |
| 29   | A RedeTV! anuncia a transmissão dos campeonatos Turco e Mexicano, após sublicenciar os direitos de transmissão com o DAZN. |

### Fevereiro
| Data  | Evento |
| ----- | --- |
| 1—2   | O Multishow e o Bis transmitem ao vivo de Salvador, Bahia a 21.ª edição do Festival de Verão Salvador. |
| 2     | A ESPN transmite o Super Bowl LIV. |
| 3     | Na RedeTV!, o diretor Homero Salles assume o cargo de vice-presidente de conteúdo da emissora. |
| 5     | Na Rede Globo, Lucas Gutierrez assume o comando do programa Segue o Jogo, substituindo Gustavo Villani. |
| 6     | É anunciado que o Facebook Watch transferiu a produção de suas transmissões dos jogos da Copa Libertadores da América para o Esporte Interativo, em substituição aos canais Fox Sports. |
| 8     | A RedeTV! afasta os comentaristas Felipeh Campos e Guilherme Beraldo, integrantes do programa A Tarde É Sua, após conflitos de bastidores. |
| 9     | A Rede Globo e a TNT transmitem a 92.ª edição do Oscar. |
| 10    | A maior parte das redes de televisão, além de emissoras baseadas em São Paulo, SP e região metropolitana cancela ou modifica atrações da grade de programação para providenciar cobertura jornalística sobre as fortes chuvas que caíram sobre a região. Algumas delas também acabaram sofrendo os impactos da chuva, tendo a produção de alguns programas comprometida pela falta de profissionais ou por questões técnicas. Como consequência das chuvas que caíram sobre a cidade de São Paulo, os estúdios da TV Cultura, localizados no bairro da Água Branca, vizinho ao Rio Tietê (que transbordou com o grande volume de água), ficaram alagados durante a maior parte do dia. A produção das edições do Jornal da Cultura teve que ser improvisada, e outras atrações ao vivo como Metrópolis e Cartão Verde foram substituídas por reprises. Da mesma forma, a TV Brasil São Paulo, emissora própria da TV Brasil, cuja sede fica localizada na Vila Leopoldina, vizinha ao Rio Pinheiros, também foi inundada. Equipamentos e parte da frota de veículos de reportagem foi perdida na enchente. |
| 10    | Na RecordTV, o Hoje em Dia ganha novo cenário, vinheta de abertura e grafismos. |
| 13    | A TV Tambaú (afiliada ao SBT) e a TV Arapuan (afiliada a RedeTV!) de João Pessoa, Paraíba tiveram suas programações prejudicadas devido às chuvas ocorridas na cidade, sendo que a primeira foi a mais prejudicada, ficando fora do ar das 9h às 16h15. |
| 14—15 | A Rede Cultura do Pará transmite os desfiles das escolas de samba do Grupo Especial de Belém. |
| 15    | A Rede Meio Norte transmite o Corso de Teresina. |
| 15    | A Rede Gazeta transmite os desfiles das escolas de samba do Grupo Especial de Vitória. |
| 15    | A Rede Liberal transmite a 74.ª edição do concurso Rainha das Rainhas. |
| 17    | A Algar TV deixa de comercializar seus pacotes de TV por assinatura (DTH e cabo), inciando o processo de descontinuação dos seus serviços, em atividade desde 1996. A empresa também estabelece uma parceria com a Sky Brasil para transferir parte da sua base de assinantes para outra empacotadora, de acordo com a preferência dos mesmos. |
| 17    | Na Band, o Jornal da Band estreia nova vinheta de abertura e grafismos. |
| 20    | A RBA TV, afiliada da Band em Belém, Pará demite o apresentador do programa Metendo Bronca e vereador pelo município, Joaquim Campos, após as ofensas feitas pelo mesmo durante uma sessão na Câmara Municipal, em referência a jornalista da Folha de S.Paulo, Patrícia Campos Mello, chamando-a de "vagabunda". Após o repúdio dos colegas parlamentares e jornalistas, e também do governador do Pará, Helder Barbalho (que é acionista da emissora onde Joaquim trabalhava), a RBA TV emitiu nota comunicando a dispensa de Campos e afirmando que "repudia atitudes e manifestações ofensivas, preconceituosas e de misoginia, que venham a ferir a dignidade humana e a honra das pessoas". |
| 21—25 | As principais emissoras de TV (exceto a RecordTV) realizam a cobertura do Carnaval de 2020, sendo que: - A Rede Globo exibe o Globeleza com os desfiles das escolas de samba de São Paulo e Rio de Janeiro, o carnaval de Belo Horizonte na TV Globo Minas e o carnaval de Pernambuco na TV Globo Nordeste. A Rede Bahia cobre localmente o carnaval de Salvador no Bahia Folia; - O SBT exibe o SBT Folia, mostrando o carnaval de Salvador em parceria com a TV Aratu; - A Band exibe o Band Folia, mostrando o carnaval de Salvador, São Paulo, Rio de Janeiro e Belo Horizonte; - A RedeTV! exibe o Bastidores do Carnaval 2020. |
| 22    | Um caminhão desgovernado invadiu a sede da TV Alvorada, afiliada da Rede Globo em Floriano, Piauí. O acidente ocorreu durante a madrugada, por volta de 4h, e derrubou o muro de proteção do imóvel. O motorista que dirigia o veículo fugiu do local, e segundo testemunhas, ele estaria visivelmente embriagado. |
| 22    | A TV A Crítica transmite os desfiles das escolas de samba do Grupo Especial de Manaus. |
| 22    | A NDTV transmite os desfiles das escolas de samba do Grupo Especial de Florianópolis. |

### Março
| Data | Evento |
| ---- | --- |
| 2    | Na RedeTV!, Mariana Godoy assume a bancada do RedeTV! News ao lado de Boris Casoy. Amanda Klein torna-se comentarista de política do telejornal. |
| 6    | A TV Cultura anuncia a aquisição dos direitos de transmissão em TV aberta da Liga de Basquete Feminino para a temporada 2020. |
| 8    | Na RecordTV, Sabrina Sato assume a apresentação do Domingo Show, substituindo Geraldo Luís. |
| 8    | Na TV Gazeta, o Mesa Redonda estreia novo cenário, vinheta de abertura e grafismos. |
| 11   | A Rede Brasil de Televisão teve o sinal bloqueado pela operadora Oi TV após condenação exercida pela 1.ª Vara Cível da Comarca de São Caetano do Sul, em razão do não pagamento de repasses de direitos autorais pelo ECAD em um processo movido pelo órgão em 2012. Outras operadoras brasileiras também receberam a sentença de suspensão do fornecimento de sinal a emissora. |
| 11   | Uma equipe de reportagem da TV Gazeta, afiliada da Rede Globo em Vitória, Espírito Santo foi expulsa do bairro Primeiro de Maio enquanto realizava uma matéria sobre um tiroteio ocorrido no local. Um menor de idade ameaçou a equipe e ordenou que eles retirassem do local, a mando dos seus "superiores". A equipe chamou a polícia militar, que alegou não poder escolta-los por estar em número insuficiente para garantir a segurança dos profissionais. |
| 11   | A RecordTV Brasília, emissora própria da RecordTV em Brasília, Distrito Federal demite o diretor de jornalismo João Beltrão e a apresentadora do DF Record, Lívia Braz, após o envolvimento de ambos em um grupo de WhatsApp em que trocavam mensagens de cunho racista com outros 4 funcionários do departamento de jornalismo da emissora, que também foram demitidos. |
| 12   | A Rede Globo anuncia mudanças na programação e na rotina de trabalho dos seus funcionários em decorrência da pandemia da COVID-19. Os programas Domingão do Faustão, Encontro com Fátima Bernardes e o paredão do Big Brother Brasil 20 deixaram de ter a presença da plateia. O Mais Você teve a sua exibição suspensa para preservar a saúde da apresentadora Ana Maria Braga, que está vulnerável ao vírus por estar em tratamento contra um câncer de pulmão – a atração foi substituída por uma extensão na duração do Bom Dia Brasil, que assim como outros telejornais, passou a ter mais ênfase sobre a pandemia. Boletins jornalísticos sobre os desdobramentos passaram a rodar na programação, além de dicas do quadro Bem Estar sobre formas de prevenção. Na dramaturgia, a emissora suspendeu as gravações de telenovelas e séries, antecipando o final de Malhação: Toda Forma de Amar, adiando a estreia de Nos Tempos do Imperador e interrompendo Salve-se Quem Puder e Amor de Mãe. Todas foram substituídas por reprises.                                   |
| 12   | A RedeTV! suspende a presença da plateia no programa Encrenca para evitar aglomerações, e nos dias seguintes, foram sendo tomadas mais medidas contra o avanço da pandemia e para proteger seus funcionários. Profissionais do grupo do risco foram afastados, incluindo Nelson Rubens (TV Fama), Boris Casoy (RedeTV! News) e Dennys Motta (Encrenca), este último de quarentena por ter tido contato com sua esposa, que foi contaminada pelo vírus. As gravações de diversas atrações do canal passaram a ser sem a presença de público, e foram suspensos temporariamente os programas Papo de Bola, Bola na Rede, Mariana Godoy Entrevista (posteriormente extinto com a saída da apresentadora da RedeTV!), Documento Verdade e Datavenia, para exibição de um telejornal sobre o coronavírus. |
| 13   | O SBT suspende a presença de plateia em seus programas de auditório para evitar aglomerações em razão da pandemia, e recomenda que não sejam convidados artistas e personalidades acima de 65 anos para participar de seus programas. Já o Programa Raul Gil teve as gravações canceladas a pedido do apresentador, enquanto o humorístico A Praça É Nossa foi substituído por reprises, pouco depois de estrear sua nova temporada. |
| 14   | Algumas operadoras de TV por assinatura resolvem abrir o sinal de todos os canais dos seus line-ups para os seus assinantes em um esforço para fazer com que eles atendam as recomendações do Ministério da Saúde e permaneçam em suas residências voluntariamente, evitando a propagação da COVID-19. As primeiras a fazerem isso foram a Oi TV e a Claro TV, seguidas em 15 de março pela Sky. As alterações duraram até 10 de maio em algumas delas. |
| 14   | Com a suspensão de inúmeros eventos esportivos no Brasil e no mundo por conta da pandemia, os canais BandSports, ESPN, Fox Sports e SporTV reduzem drasticamente a programação ao vivo e a participação presencial de apresentadores e comentaristas nos estúdios, bem como as gravações de novos programas. A maior parte da grade passa a ser composta de reprises de grandes eventos e momentos marcantes da história do esporte. |
| 14   | Na Rede Globo, o Altas Horas estreia novo cenário, vinheta de abertura e grafismos. |
| 15   | Após a proibição judicial de missas no Santuário Nacional para evitar aglomerações em razão da pandemia, a TV Aparecida passou a transmitir as celebrações da Arquidiocese de Aparecida a partir da Capela dos Apóstolos, sem a presença de fiéis. Também foi suspensa a participação de plateia em seus programas, e em 23 de março, Claudete Troiano passou a apresentar de casa o Santa Receita. |
| 15   | Entra no ar a CNN Brasil, versão nacional do canal de notícias estadunidense CNN. Em sua programação inaugural, a emissora exibe o programa especial CNN no Ar e transmite o debate do Partido Democrata em Washington, D.C. para as eleições primárias presidenciais. |
| 16   | A Rede Globo comunica a suspensão dos programas Encontro com Fátima Bernardes, Globo Esporte e Se Joga para dar mais espaço à cobertura jornalística sobre a pandemia na programação, já a partir do dia seguinte. O Domingão do Faustão, que chegou a ter um programa feito sem plateia, também teve as gravações suspensas e foi substituído por reprises de melhores momentos, com intervenções do apresentador Fausto Silva gravadas em sua casa. Nos dias seguintes, também são anunciadas as suspensões de gravações do Altas Horas (17 de março) e da quinta temporada do The Voice Kids (18 de março), também substituídos por reprises. |
| 16   | A RecordTV suspende as gravações das telenovelas Amor sem Igual e Gênesis, e diminui o público presente na plateia do The Four Brasil por conta da pandemia. O Hoje em Dia passa a ir ao ar sem plateia, e as gravações de programas de auditório também são suspensas, sendo que no caso do Hora do Faro, passam a ir ao ar reprises após o fim de edições inéditas previamente gravadas. Profissionais de jornalismo com comorbidades e a partir de 60 anos de idade foram afastados de suas funções por estarem no grupo de risco, decisão que afetou Geraldo Luís, Renato Lombardi (ambos do Balanço Geral), Percival de Souza (Cidade Alerta), Celso Freitas (Jornal da Record), Marcos Hummel e Domingos Meirelles (ambos do Câmera Record). A mesma decisão passou a valer para a Record News, que afastou Heródoto Barbeiro da apresentação do Jornal da Record News, passando a interagir de sua casa com o interino Gustavo Toledo. Também foram suspensos os programas Em Nome da Justiça e Esporte Fantástico, para priorizar a cobertura jornalística da pandemia. |
| 16   | Na CNN Brasil, a âncora do Visão CNN, Luciana Barreto, testa positivo para COVID-19 e é afastada das suas funções, sendo substituída por Roberta Russo até 4 de maio, quando retornou ao programa. Após isso, em 19 de março, o canal de notícias decide afastar seus profissionais com mais de 60 anos, o que inclui o âncora do Jornal da CNN, William Waack, que passa a apresentar o telejornal da sua casa, contando com o auxílio em estúdio de Daniel Adjuto. |
| 16   | Na TV Cultura, o Roda Viva passou a entrevistar seus convidados via videoconferência, atendendo à medidas de distanciamento social por causa da pandemia. Em 19 de março, a emissora comunicou que suspendeu as gravações dos programas Café Filosófico, Metrópolis, Papo de Mãe, Persona em Foco, Provocações, Quintal da Cultura e Sr. Brasil, intercalando inéditos e reprises. |
| 16   | Pela primeira vez desde o início do programa em 2002, a Rede Globo quebrou o protocolo do Big Brother Brasil a respeito de informações exteriores ao confinamento e comunicou sobre o avanço da pandemia da COVID-19 aos participantes confinados na casa. O aviso foi dado ao vivo pelo apresentador Tiago Leifert e pelo médico infectologista Edimilson Migowski, que ajudou a tirar dúvidas sobre o que estava acontecendo e as formas de prevenção contra a doença. |
| 17   | O SBT toma mais medidas de prevenção contra a COVID-19. São suspensas as gravações da segunda temporada de As Aventuras de Poliana, e atrações inéditas que já tinham programas gravados ou que estavam sendo exibidas ao vivo também são suspensas e substituídas por reprises, como o Casos de Família, Programa do Ratinho e Programa Silvio Santos. Em 20 de março, a apresentadora Silvia Abravanel também se afasta do comando do Bom Dia & Cia, que passa a ter apenas a exibição dos desenhos. |
| 18   | A TV Gazeta suspende o programa Gazeta Esportiva para priorizar a cobertura jornalística sobre a pandemia. Em 20 de março, são afastados seus profissionais com mais de 60 anos, por estarem no grupo de risco, o que incluiu José Nêumanne Pinto (Jornal da Gazeta), que passou a trabalhar de casa, além de Chico Lang e Alberto Helena Júnior (ambos do Gazeta Esportiva). Em 22 de março, a apresentadora Regina Volpato foi afastada do Mulheres, ficando em quarentena após apresentar sintomas da doença, e em 23 de março, o Revista da Cidade foi suspenso da grade. |
| 20   | A Band decide afastar seus profissionais com mais de 60 anos por causa da pandemia, o que incluiu os apresentadores Silvia Poppovic (Aqui na Band) e José Luís Datena (Brasil Urgente). Este último porém, voltou a fazer seu programa dos estúdios no mesmo dia em que trabalhou de casa pela primeira vez, após um problema técnico. Mesmo fora do grupo de risco, Catia Fonseca também aderiu a medida e passou a fazer o Melhor da Tarde com Catia Fonseca em sua casa. A emissora também adiou em 24 de março o início das gravações da sétima temporada do MasterChef. |
| 20   | A TV Clube, afiliada da Rede Globo em Teresina, Piauí fecha seu departamento de jornalismo e suspende a programação local, colocando todos os seus jornalistas em quarentena depois do âncora Marcelo Magno ser internado em estado grave após contrair a COVID-19 e ter tido contato com alguns deles, que também passaram a apresentar sintomas. A emissora passou a retransmitir os telejornais da TV Globo Nordeste de Recife, Pernambuco, que passou a dar ênfase ao noticiário piauiense com o auxílio de repórteres da TV Clube que passaram a trabalhar de casa com matérias e participações ao vivo. A emissora retomou a produção local do jornalismo a partir de 1.º de abril, enquanto Marcelo Magno recuperou-se da doença e voltou a apresentar normalmente o PITV 1.ª edição em 30 de abril. |
| 21   | Mais medidas são tomadas pela Rede Globo em razão da pandemia, afetando dessa vez o departamento de jornalismo da emissora e da GloboNews. São afastados todos os jornalistas com comorbidades e com 60 anos ou mais por estarem no grupo de risco, decisão que afetou diretamente os âncoras Chico Pinheiro (Bom Dia Brasil), José Roberto Burnier (GloboNews em Ponto) e Leilane Neubarth (Jornal GloboNews - Edição das 18h). Parte dos comentaristas passam a trabalhar de casa e o rodízio com apresentadores vindos de outros estados para os telejornais são suspensos. |
| 22   | Na RecordTV, a apresentadora do Hoje em Dia, Ana Hickmann, decidiu se afastar voluntariamente do programa após apresentar uma forte gripe, que é um dos sintomas da COVID-19. Porém, ela acabou testando negativo, e retornou à atração em 3 de maio. |
| 26   | Uma falha elétrica tirou do ar todos os canais de televisão aberta e por assinatura do Grupo Bandeirantes de Comunicação, além das rádios por volta das 18h15. No caso da Band, a emissora permaneceu um bom tempo com uma tela preta, e o sinal foi restabelecido com falhas às 18h42. Já nos canais da TV por assinatura, foi posto um aviso de problemas técnicos. As emissoras só voltaram a total normalidade às 19h14. Algumas afiliadas da Band seguiram normalmente com programação local. |
| 27   | O SBT suspende temporariamente Lívia Andrade da apresentação do programa Fofocalizando, após a apresentadora espalhar uma notícia falsa envolvendo a Igreja Universal do Reino de Deus. Lívia voltou para o programa um mês depois, em 27 de abril. |
| 29   | Na CNN Brasil, a advogada Gabriela Prioli anuncia demissão em carta aberta no Twitter, menos de 15 dias depois da estreia da emissora, alegando constrangimento e também ameaças de morte por suas participações durante o programa CNN Novo Dia, no quadro "O Grande Debate". No entanto, Prioli retornou à emissora quatro dias depois, e foi divulgado que ela iria apresentar um programa no horário nobre ainda a ser elaborado. |
| 30   | A CNN Brasil afasta os âncoras do Live CNN, Mari Palma e Phelipe Siani, após Mari testar positivo para COVID-19, e uma vez que Siani convive diariamente com a parceira por ser seu namorado, também foi posto em quarentena. Eles foram substituídos por Diego Sarza e Elisa Veeck até retornarem às suas funções em 13 de abril. |
| 31   | Na Rede Globo, o décimo paredão da 20.ª temporada do Big Brother Brasil, entre os participantes Felipe Prior, Manu Gavassi e Mari Gonzalez, alcança a expressiva marca de 1.532.944.337 votos e também o recorde de votação do programa em 24 horas, com mais 550 milhões de votos, mais que triplicando o recorde anterior de 416.649.126 votos, até então o maior de todas as edições e versões do Big Brother e de outras franquias de reality shows pelo mundo. A votação expressiva foi certificada pelo Guinness World Records em 25 de abril. |

### Abril
| Data | Evento |
| ---- | --- |
| 6    | O presidente Jair Bolsonaro edita o Decreto nº 10.312, de 4 de abril de 2020, permitindo que emissoras de televisão comerciais utilizem pelo período de 12 meses a multiprogramação dos seus canais digitais para fins educativos, mediante convênio celebrado com o Ministério das Comunicações em até 30 dias. Com o decreto, as emissoras que adotaram a multiprogramação passaram a fazer parcerias com secretarias municipais e estaduais de educação para a transmissão de teleaulas à estudantes que tiveram o ano letivo interrompido pela pandemia da COVID-19, além de outros conteúdos educativos.  |
| 8    | No SBT, Marcão do Povo é suspenso da apresentação do Primeiro Impacto após um comentário polêmico onde sugeriu ao presidente Jair Bolsonaro que criasse campos de concentração para infectados pela COVID-19, além do uso do Exército para policiar as ruas e a prisão de governadores que se recusassem a cumprir as medidas propostas. As declarações geraram revolta dos telespectadores nas redes sociais e mal estar nos bastidores do SBT, além de acusações de apologia ao fascismo. Apesar de toda a polêmica, Marcão não foi demitido pela emissora e retornou ao comando do programa em 27 de abril. |
| 14   | O SBT cancela a realização da 59.ª edição do Troféu Imprensa, que seria exibida em 26 de abril, após o avanço da pandemia da COVID-19. |
| 14   | O SBT afasta o âncora Marcelo Torres, plantonista do SBT Brasil, após ele testar positivo para COVID-19. A infecção do jornalista também motivou dois dias depois o afastamento de Carlos Nascimento, titular do telejornal e que anteriormente havia se recusado a deixar suas funções, mesmo estando no grupo de risco por já ter mais de 60 anos. Com o titular e o substituto afastados, o SBT Brasil foi assumido pelo repórter Darlisson Dutra, que comandou a atração com Rachel Sheherazade até o retorno de Torres em 4 de maio.                                                                      |
| 18   | A Rede Globo, Multishow, MTV, AXN, Comedy Central, E!, Paramount Network, Sony Channel e TNT transmitem a maratona televisiva musical One World: Together at Home, organizada pela ONG Global Citizen, em apoio à Organização Mundial da Saúde. |
| 20   | A Rede Globo retoma a produção do Encontro com Fátima Bernardes, sendo esta a primeira atração a voltar aos trabalhos na emissora depois de ter sido interrompida. O programa continuou sem a participação da plateia, e os convidados passaram a interagir com a apresentadora via videoconferência. Ana Maria Braga (cumprindo distanciamento social) e Louro José passaram a participar do programa, enquanto o Mais Você continua suspenso da grade. |
| 20   | O Grupo Globo afasta Carol Barcellos, comentarista esportiva do Bom Dia Brasil na Rede Globo, e Raquel Novaes, âncora do Jornal GloboNews - Edição das 10h na GloboNews, após ambas testarem positivo para COVID-19. Carol voltou ao trabalho em 8 de maio, enquanto Raquel já vinha sendo substituída temporariamente por Cecilia Flesch, e só voltou ao comando do telejornal em 8 de junho. |
| 24   | Na Band, Silvia Poppovic deixa a apresentação do Aqui na Band, após ser demitida pela emissora. Nathalia Batista, que fazia alguns quadros do programa e apresentava interinamente a atração com o isolamento social de Silvia por causa da pandemia, é efetivada. |

### Maio
| Data | Evento |
| ---- | --- |
| 4    | Na CNN Brasil, Caio Junqueira assume a apresentação do Expresso CNN ao lado de Monalisa Perrone. Carol Nogueira, antiga parceira de Monalisa, passa a co-apresentar o Jornal da CNN com William Waack, substituindo Daniel Adjuto. |
| 6    | Após reavaliação iniciada em 13 de novembro de 2019, o CADE finalmente aprova a fusão dos canais Fox Sports com a ESPN, completando o processo de aquisição dos ativos brasileiros da 21st Century Fox pela Disney, que havia começado em 1.º de janeiro do ano passado. Como condição, o CADE obrigou a Disney a manter os canais Fox Sports nas operadoras por três anos (contados a partir da data de aquisição), prazo que se encerra em 1.º de janeiro de 2022, e depois disso, a marca "Fox Sports" poderá ser devolvida para a Fox Corporation, sucessora da 21st Century Fox. |
| 12   | Na Band, o Jogo Aberto ganha novo cenário, vinheta de abertura e grafismos. |
| 12   | O SBT anuncia o retorno das gravações do Programa do Ratinho e do The Noite com Danilo Gentili, sendo estas as primeiras atrações com atividade suspensa pela pandemia a serem retomadas na emissora. O Programa do Ratinho já havia gravado uma edição especial em 20 de abril, e em 22 de maio, voltou a exibir edições inéditas, com plateia virtual. Já o The Noite voltou a ser exibido em 25 de maio, sem plateia e com parte do elenco em distanciamento social, além de receber entrevistados ora presencialmente, ora por videoconferência. |
| 13   | Com a política de reestruturação administrativa do Grupo Bandeirantes de Comunicação, a Band extingue o departamento de esportes do canal, que é incorporado ao departamento de jornalismo. José Emílio Ambrósio, que chefiava o setor desde 2009, deixa a emissora após 11 anos de trabalho. |
| 15   | No SBT, Lívia Andrade e Mara Maravilha deixam de ser comentaristas do programa Triturando, sendo substituídas por Ana Paula Renault e Flor. |
| 15   | Os canais da The Walt Disney Company América Latina no Brasil transmitem o festival Radio Disney: #SeparadosMasJuntos. |
| 16   | Na Rede Globo, Zeca Camargo deixa a apresentação do É de Casa. |
| 17   | No SBT, o Domingo Legal volta a ser exibido ao vivo. Foi adicionada uma plateia virtual ao programa, e adaptações para prevenção a COVID-19 foram tomadas para os participantes do quadro "Passa ou Repassa". |
| 17   | A repórter Clarissa Oliveira da Band foi agredida com uma "bandeirada" por uma manifestante enquanto se preparava para entrar ao vivo durante a cobertura de um ato em favor do presidente da república Jair Bolsonaro, em Brasília, Distrito Federal, para o canal BandNews TV. Em nota, o Grupo Bandeirantes de Comunicação repudiou o ocorrido, pontuando que feito um boletim de ocorrência contra a agressora e que aquilo "ofende a liberdade de imprensa e a todos os jornalistas". |
| 18   | A Rede Globo estreia a quarta temporada do talk show Conversa com Bial, que em razão da pandemia, passa a ser gravado na casa do apresentador Pedro Bial, que recebe seus entrevistados via videoconferência. |
| 21   | Na Band, Rafael Colombo deixa a bancada do Band Notícias, sendo substituído por Douglas Santucci. |
| 22   | Após o Supremo Tribunal Federal liberar a divulgação do vídeo da reunião ministerial do presidente Jair Bolsonaro, realizada em 22 de abril, é revelada em um trecho uma declaração do presidente da Caixa, Pedro Guimarães, que cita a Band. Pedro diz: "Acho que a gente tá com um problema de narrativa. Hoje de manhã por exemplo, o pessoal da Band queria dinheiro: 'O ponto é o seguinte, vai ou não vai dar dinheiro para a Bandeirantes? Ah, não vai dar dinheiro para a Bandeirantes?'. Passei meia hora levando porrada, mas repliquei. E falei: 'Olha vocês tão em casa? Eu tenho trinta mil funcionários na rua. Não tem esse negócio, essa frescurada de home office". A Band respondeu em nota as declarações, afirmando que a frase dita por Guimarães "soa leviana e irresponsável e tem que ser explicada", e complementa dizendo que "se orgulha de operar com lisura na sua área comercial e não admite que qualquer de seus funcionários saia da linha técnica e rigorosa". |
| 23   | O SBT cancelou de última hora a edição do SBT Brasil que iria ao ar naquele dia, substituindo-a por uma reprise do programa Triturando. A ordem para o cancelamento foi dada pelo proprietário de emissora, Silvio Santos, por motivações políticas. Ele teria ficado insatisfeito com a repercussão negativa dada pela edição anterior do telejornal à divulgação do vídeo da polêmica reunião ministerial do presidente Jair Bolsonaro, realizada em 22 de abril. Essa foi a primeira vez desde a estreia do telejornal em 2005 que uma edição do SBT Brasil deixou de ir ao ar. Silvio ordenou ainda que trechos da reunião fossem exibidos em seu programa na noite do dia seguinte, sem censura nas palavras de baixo calão ditas pelo presidente. |
| 25   | A Rede Globo e a Band suspendem por tempo indeterminado a cobertura jornalística das atividades do governo federal na portaria do Palácio da Alvorada, após a série de hostilidades de apoiadores do presidente Jair Bolsonaro aos repórteres e cinegrafistas que trabalham no local nos últimos dias. Após garantias de segurança para os profissionais dadas em nota publicada pelo Gabinete de Segurança Institucional, a Band retornou a cobertura no local em 27 de maio. |
| 28   | A Band inicia as gravações da sétima temporada do MasterChef, usando um formato diferente das temporadas anteriores em função da pandemia, sem disputas externas com equipes, número limitado de competidores com um vencedor por episódio e adoção do distanciamento social entre jurados e participantes. |
| 29   | Na CNN Brasil, Reinaldo Gottino deixa a apresentação do CNN Novo Dia e do CNN 360°, rescindindo contrato com a emissora após dois meses e meio do seu lançamento e voltando para a RecordTV. Evandro Cini assume interinamente os dois noticiários. |

### Junho
| Data | Evento |
| ---- | --- |
| 3    | O Grupo Bandeirantes de Comunicação consegue um novo acordo com a IndyCar e renova os direitos de transmissão da Fórmula Indy na Band e no BandSports para a temporada 2020, alguns meses depois de ter anunciado que não os renovaria por problemas financeiros. |
| 3    | A GloboNews exibe uma edição especial do GloboNews Em Pauta reunindo jornalistas negros do canal para comentar a onda de protestos antirracistas nos Estados Unidos pelo assassinato de George Floyd, além de experiências pessoais onde foram vítimas de racismo, depois de críticas negativas dos telespectadores por haver apenas jornalistas brancos debatendo o mesmo assunto no programa do dia anterior. A repercussão da iniciativa motivou a Rede Globo a reexibir a edição especial do programa no Globo Repórter do dia 5 de junho. |
| 5    | O SBT anuncia a retomada de gravações do Programa da Maisa (6 de junho) e Eliana (10 de junho), além dos reality shows Esquadrão da Moda (6 de junho) e Fábrica de Casamentos (27 de junho), todos adotando medidas de prevenção específicas contra a COVID-19. |
| 7    | Na RecordTV, Patrícia Costa deixa a apresentação do Domingo Espetacular. |
| 8    | A CNN Brasil promove uma "dança das cadeiras" em seus telejornais, trocando vários apresentadores: a repórter Muriel Porfiro assume o Agora CNN, substituindo Taís Lopes; Carol Nogueira assume o CNN Novo Dia, substituindo Reinaldo Gottino; Evandro Cini assume o Visão CNN ao lado de Luciana Barreto, substituindo Cassius Zeilmann; Rafael Colombo assume o CNN 360° ao lado de Daniela Lima, no lugar de Reinaldo Gottino; e por fim, a co-apresentação do Jornal da CNN passa a ser de Taís Lopes, que fica no lugar de Carol Nogueira. |
| 10   | Um homem armado com uma faca e carregando uma bíblia invade a sede da Rede Globo no Rio de Janeiro e faz a repórter Marina Araújo de refém. Seu principal alvo era a âncora do Jornal Nacional, Renata Vasconcellos, tendo inclusive exigido falar com a jornalista, além de gritar palavras de ordem contra a emissora. Em nota, a emissora negou que a invasão teve motivação política. |
| 15   | A RBS TV, afiliada da Rede Globo no Rio Grande do Sul, foi judicialmente impedida de levar ao ar em seus telejornais uma matéria que denunciava pessoas que sacaram indevidamente o auxílio emergencial do governo para cidadãos que ficaram sem fonte de renda em razão da pandemia da COVID-19, após uma das citadas, a comerciante Ana Paula Pagnussatti Brocco, entrar com uma ação para impedir a veiculação do conteúdo, além de multa no valor de R$ 50 mil caso a decisão fosse descumprida. A RBS TV recorreu, e em 26 de junho, a liminar foi derrubada. A Globo deu destaque ao assunto, e após a queda da liminar exibiu a matéria no Fantástico em 28 de junho. |
| 16   | Na RedeTV!, Mariana Godoy deixa a bancada do RedeTV! News. Amanda Klein, e posteriormente Gabriela Di França assumem interinamente a atração. |
| 17   | Na Band, Laura Ferreira deixa a apresentação do Bora Brasil. |
| 18   | O presidente Jair Bolsonaro edita a Medida Provisória nº 984/2020, alterando a Lei Pelé até 31 de dezembro. A alteração na lei flexibiliza o contrato mínimo de clubes com jogadores de 90 para 30 dias e também autoriza os clubes a negociarem os direitos de transmissão dos seus mandos de campo livremente para televisão e internet, bem como a transmissão por meios próprios, sem anuência prévia do clube adversário. |
| 18   | Os canais da ViacomCBS Networks Americas no Brasil transmitem o festival Juntos a Distância, para arrecadar doações para a ONG Médicos sem Fronteiras. |
| 18   | Na RecordTV, Adriana Araújo deixa a bancada do Jornal da Record. Informações de bastidores dão conta de que a jornalista teria sido retirada pela direção da emissora por causa de críticas à linha editorial do telejornal no que diz respeito a cobertura da pandemia. |
| 20   | A Rede Gospel exibe a Mega Live Solidariedade, reunindo artistas da música gospel em parceria com o movimento Marcha para Jesus. |
| 20   | A TV Globo Nordeste e as afiliadas da Rede Globo na região Nordeste exibem o especial São João do Nordeste, que em função da pandemia, tem uma edição especial reunindo artistas ou grupos musicais de cada estado para uma apresentação exclusiva. |
| 22   | Na CNN Brasil, duas semanas depois de estrearem em seus respectivos noticiários, os âncoras Rafael Colombo e Carol Nogueira trocam de programas na emissora: Rafael assume a vaga que era de Carol no CNN Novo Dia, e Carol assume o posto que era de Rafael ao lado de Daniela Lima no CNN 360°. |
| 22   | A Band afasta os âncoras do Band Notícias, Douglas Santucci e Cynthia Martins, após Douglas testar positivo para COVID-19. A dupla é substituída interinamente por Pablo Ribeiro e Joana Treptow, mas Cynthia Martins reassume seu posto no dia seguinte, após testar negativo. Santucci retornou ao telejornal em 1.º de julho. |
| 22   | Na RecordTV, Christina Lemos assume a bancada do Jornal da Record ao lado de Celso Freitas, substituindo Adriana Araújo. |
| 25   | A Band afasta a equipe do programa Aqui na Band, o que inclui os apresentadores Luís Ernesto Lacombe e Nathália Batista e o diretor Vildomar Batista, após as inúmeras críticas do público e da imprensa pela linha editorial favorável ao presidente Jair Bolsonaro e conflitos internos entre a direção e o departamento de jornalismo da emissora. No mesmo dia, Lacombe pediu demissão. O programa foi substituído por reprises, enquanto era preparada uma reformulação, e em 1.º de julho passou a ser comandado interinamente por Maiara Bastianello e Dalton Rangel, a fim de serem cumpridos os compromissos comerciais com os patrocinadores.                      |
| 26   | Na CNN Brasil, Mari Palma deixa a bancada do Live CNN. |
| 26   | Uma equipe de jornalismo da RecordTV é detida em São José dos Campos, São Paulo enquanto utilizava um drone para filmar um presídio da cidade. As imagens seriam exibidas no programa Em Nome da Justiça, mas a emissora não tinha permissão para gravar no local. O repórter Mauro Júnior e os outros profissionais prestaram esclarecimentos na delegacia e foram liberados em seguida. |
| 27   | Na CNN Brasil, a repórter Bruna Macedo é assaltada ao vivo por um homem armado com uma faca em São Paulo, enquanto fazia a cobertura das chuvas na cidade para o CNN Sábado. O assaltante levou os dois celulares que a jornalista usava no momento. |
| 29   | Na CNN Brasil, Marcela Rahal assume a bancada do Live CNN ao lado de Phelipe Siani, substituindo Mari Palma. |
| 30   | A RecordTV volta a gravar programas inéditos do Hora do Faro, sendo esta a primeira atração da emissora interrompida pela pandemia a retomar seus trabalhos. Alguns quadros passam a ser produzidos de forma virtual, enquanto apresentações musicais em estúdio passam a contar com performances de bailarinas dentro de bolhas de plástico. A presença de plateia na atração continua suspensa. |

### Julho
| Data | Evento |
| ---- | --- |
| 1    | A Rede Globo retoma os trabalhos de produção do Caldeirão do Huck, adotando as medidas de proteção contra a COVID-19. O tradicional cenário do programa foi substituído por um grande videowall com plateia virtual, onde o apresentador Luciano Huck passou a interagir com o público. O quadro "Quem Quer Ser um Milionário?" também adotou o mesmo expediente, tendo apenas o apresentador e um participante no estúdio. |
| 2    | O Grupo Globo rompe o contrato com a FERJ pelos direitos de transmissão do Campeonato Carioca de Futebol de 2020, abandonando a cobertura da competição após a quinta rodada da Taça Rio. A decisão foi tomada depois que o Flamengo, que não possuía contrato fechado com a emissora para nenhuma das suas plataformas (TV aberta, TV por assinatura, pay-per-view e internet), transmitiu a sua partida contra o Boavista-RJ via internet, baseando-se na medida provisória nº 984/2020. No entendimento do Grupo Globo, isso era uma quebra de exclusividade, pois a medida provisória não tinha efeito retroativo aos contratos firmados antes da sua promulgação. No mesmo dia, a FERJ obteve liminar judicial no TJD-RJ que obrigava o grupo a transmitir a fase final da competição, o que assegurou a transmissão de Fluminense x Botafogo em 5 de julho, mas em 6 de julho, a liminar foi derrubada pela 24.ª Vara Cível do Rio de Janeiro. |
| 5    | Na RecordTV, Thalita Oliveira deixa a apresentação do Domingo Espetacular. |
| 6    | A TV Gazeta volta a produzir o Gazeta Esportiva e anuncia o retorno do Revista da Cidade para a programação em 3 de agosto, retomando os trabalhos interrompidos pela emissora em função da pandemia. |
| 7    | RecordTV, TV Brasil e CNN Brasil afastam por até uma semana os profissionais de imprensa que participaram de uma entrevista exclusiva com o presidente Jair Bolsonaro (então infectado pela COVID-19) no Palácio da Alvorada, depois que ele descumpriu normas de segurança ao retirar a sua máscara para falar aos repórteres. |
| 7    | No SBT, Márcia Dantas deixa a apresentação do Primeiro Impacto. Seu segmento no programa passa a ser comandado por Marcão do Povo. |
| 11   | A Rede Globo retoma a exibição de programas inéditos do Altas Horas, com o apresentador Serginho Groisman recebendo seus convidados através de videoconferência. |
| 12   | Na RecordTV, Carolina Ferraz assume a apresentação do Domingo Espetacular ao lado de Eduardo Ribeiro, substituindo Patrícia Costa e Thalita Oliveira. O programa também estreia novo cenário, vinheta de abertura e grafismos. |
| 15   | O SBT transmite o segundo jogo da final do Campeonato Carioca de Futebol de 2020, após o Flamengo vender o seu mando de campo da partida contra o Fluminense, com base na MP 984/2020. Essa foi a primeira transmissão de futebol do SBT em 17 anos, desde a exibição do Desafio Petrobras entre Flamengo e Racing, amistoso realizado em 15 de novembro de 2003. Após convite, os canais Fox Sports cederam o narrador Téo José para a transmissão, marcando o seu retorno à emissora após 20 anos. |
| 20   | Na Band, Thaís Dias assume a apresentação do Bora Brasil ao lado de Joel Datena, substituindo Laura Ferreira. |
| 20   | Na TV Cultura, Enéas Carlos Pereira assume a direção de programação da emissora, após a morte de Del Rangel. |
| 23   | A Rede Globo retoma os trabalhos em estúdio do Domingão do Faustão, que havia sido substituído por reprises. Como medida para prevenir a COVID-19, o programa passa a ser feito com uma plateia virtual. A quantidade de bailarinas presentes no estúdio foi reduzida, e elas passaram a se apresentar utilizando máscaras. |
| 23   | Na RecordTV, com a estreia da nova temporada do Repórter Record Investigação, Adriana Araújo assume a apresentação do programa, substituindo Domingos Meirelles. |
| 28   | Os canais SporTV e ESPN Brasil fazem uma edição conjunta do Troca de Passes e do SportsCenter, para homenagear o jornalista Rodrigo Rodrigues que faleceu no mesmo dia após complicações da COVID-19, e que havia trabalhado em ambos os canais. O programa especial teve apresentação de Fred Ring, Paulo Nunes, Marcela Rafael e Paulo Calçade. |
| 30   | A TV TEM, afiliada da Rede Globo em São José do Rio Preto, São Paulo fecha sua sede e coloca todos os funcionários do departamento de jornalismo em quarentena, após cinco profissionais testarem positivo para COVID-19. A programação da emissora foi assumida temporariamente pela TV TEM Bauru, enquanto os estúdios passaram por um processo de limpeza e desinfecção. Todos os trabalhos foram retomados a partir de 3 de agosto. |
| 31   | O SBT perde os direitos de exibição das séries Chaves, Chapolin, Chespirito e Chaves em Desenho Animado em TV aberta, devido a impasses da Televisa com a família de Roberto Gómez Bolaños, que impactaram os contratos de distribuição dos programas no mundo inteiro. Ao mesmo tempo, Multishow (TV por assinatura) e Prime Video (streaming) também tiveram os contratos para suas respectivas plataformas encerrados no Brasil. O SBT lamentou a perda dos programas depois de 36 anos de exibição, através de nota veiculada ao fim do telejornal SBT Brasil, que foi encerrado com o trecho final do episódio "Os Farofeiros (Parte 3)", onde o personagem Chaves se despede dos amigos em volta de uma fogueira durante uma viagem a Acapulco. |

### Agosto
| Data    | Evento |
| ------- | --- |
| 3       | Ao mesmo tempo em que vários torneios esportivos no Brasil e no mundo são retomados, a Rede Globo e suas afiliadas voltam a exibir o Globo Esporte em sua programação. |
| 5       | A plataforma de streaming DAZN rompe o contrato com a CONMEBOL pelos direitos de transmissão da Copa Sul-Americana e da Recopa Sul-Americana até 2022, por conta da crise financeira causada pela pandemia. |
| 6       | O Grupo Globo rompe o contrato com a CONMEBOL pelos direitos de transmissão em TV aberta (Rede Globo) e TV por assinatura (SporTV) da Copa Libertadores da América até 2022, por conta da crise financeira causada pela pandemia. O rompimento pôs fim a 28 anos de cobertura ininterrupta do torneio pela Globo. |
| 10      | No mesmo dia, Rede Globo e RecordTV retomam as gravações de suas respectivas telenovelas e séries, com ambas adotando rígidos protocolos e medidas de prevenção contra a COVID-19 para seus castings de atores, produtores e técnicos. A Globo comunica que suas tramas inéditas só voltarão a ir ao ar em 2021, com a quantidade de capítulos reduzida, e uma nova sequência de reprises é programada para ocupar os espaços de Nos Tempos do Imperador, Salve-se Quem Puder e Amor de Mãe. A Record no entanto, comunica o retorno de Amor sem Igual ainda para 2020, por já existir uma extensa frente de capítulos já gravados antes da pandemia.                           |
| 13      | A RecordTV afasta o jornalista Eduardo Ribeiro da apresentação do Domingo Espetacular e das escalas do Jornal da Record (onde cobria o afastamento de Celso Freitas), após ele testar positivo para COVID-19. Sérgio Aguiar assumiu a atração interinamente ao lado de Carolina Ferraz, até o retorno de Eduardo em 30 de agosto. |
| 12      | A Rede Globo firma uma parceria com as Casas Bahia para a realização de T-commerce, utilizando os recursos interativos presentes nos televisores digitais. |
| 15      | A repórter Tainá Dias da TV Aratu, afiliada do SBT em Salvador, Bahia desmaia ao vivo enquanto entrevistava o governador Rui Costa, durante a inauguração de um hospital para tratamento de pacientes da COVID-19. O incidente ocorreu durante o programa Que Venha o Povo, no momento em que o apresentador Pablo Reis fazia uma pergunta ao governador, que acabou não sendo respondida, dando a impressão de que teria acontecido um problema técnico. Minutos depois, o link foi retomado e os telespectadores foram avisados da situação pelo próprio governador. Tainá pediu desculpas aos telespectadores, explicando que o ocorrido foi por conta de um choque térmico. |
| 17      | Na RedeTV!, o A Tarde É Sua ganha novo cenário. |
| 17      | Uma pane elétrica na sede da RedeTV! em Osasco, São Paulo faz o sinal da emissora sair do ar em todo o país. O incidente ocorreu às 20h05, enquanto ia ao ar o telejornal RedeTV! News, que ficou fora do ar durante 24 minutos. Pouco depois de restabelecida a transmissão, começou a ser exibido o Boletim RedeTV!, mostrando reportagens de arquivo. Após o problema ser parcialmente resolvido, o telejornal voltou ao ar, apenas para exibir a matéria que havia sido interrompida pelo blecaute e ser encerrado pelos âncoras Amanda Klein e Mauro Tagliaferri. |
| 19      | O Grupo Silvio Santos, mantenedor do SBT, passa a ser presidido por Renata Abravanel, que substitui Guilherme Stoliar, no cargo desde 2010. |
| 26      | O Grupo Globo anuncia que não renovou os direitos de transmisssão da Fórmula 1 com a Liberty Media para as próximas temporadas a partir de 2021, encerrando 40 anos de exibição ininterrupta das corridas da categoria pela Rede Globo e pelo SporTV. A Liberty Media não teria aceitado a revisão de valores pagos por causa dos problemas financeiros ocasionados pela pandemia. |
| 28      | A Rede Vida deixa de exibir o Santo Terço do Divino Pai Eterno, após o envolvimento do padre Robson de Oliveira Pereira na Operação Vendilhões, que investiga um esquema de desvios milionários e de enriquecimento ilícito do religioso e da Associação Filhos do Pai Eterno. Em seu lugar, passa a ir ao ar a Novena Maria Passa na Frente, apresentada pelo padre Lúcio Cesquin. |
| 29—19/9 | A TV Globo Nordeste, emissora própria da Rede Globo em Recife, Pernambuco, exibe o programa de televendas Destino Shop, sendo esta a primeira vez desde a fundação da emissora em que a Globo ou uma de suas afiliadas abriu espaço na programação para uma atração do gênero. |

### Setembro
| Data | Evento |
| ---- | --- |
| 1.º  | A plataforma de streaming Globoplay passa a comercializar os canais da Globosat (exceto os canais a la carte) aos seus assinantes, fora dos pacotes convencionais de TV por assinatura. |
| 4    | Na RedeTV!, Homero Salles deixa a vice-presidência de conteúdo da emissora, cargo que havia assumido no início do ano. |
| 4    | A justiça proíbe a Rede Globo de exibir matérias em seus telejornais que apresentem documentos ou peças relacionadas às investigações do Ministério Público sobre o suposto esquema de rachadinhas da Assembleia Legislativa do Rio de Janeiro que envolve o político Flávio Bolsonaro e seu ex-assessor, Fabrício Queiroz, sob a justificativa de que o processo deve ocorrer em segredo de justiça. Em nota veiculada nos seus telejornais, a Globo confirmou que irá recorrer da decisão.                                       |
| 7    | A Band adquire os direitos de transmissão do temporada 2020–21 do Campeonato Italiano. |
| 7    | No SBT, por ordem de Silvio Santos, o telejornal SBT Brasil passa a ter a escalada de manchetes da edição suprimida. |
| 8    | Na RecordTV, Celso Zucatelli passa a ancorar o Fala Brasil, juntamente com Roberta Piza e Salcy Lima. |
| 9    | A ANATEL decide que os canais de TV por assinatura que são comercalizados individualmente por plataformas de streaming e vídeo sob demanda na internet não estão sujeitos a proibição, e nem regulação através da Lei do Serviço de Acesso Condicionado. |
| 10   | O SBT fecha acordo com a CONMEBOL e substitui a Rede Globo na transmissão em TV aberta da Copa Libertadores da América até 2022. A aquisição marca o retorno definitivo das transmissões de futebol à emissora, cujo último torneio a ser exibido foi o Campeonato Paulista de 2003, enquanto a Libertadores foi transmitida com partidas avulsas pela última vez na temporada de 1982. |
| 11   | O SBT recria seu departamento de esportes, e nomeia o executivo Tiago Galassi como diretor do setor. |
| 13   | Após não conseguir comercializar os direitos de transmissão da Copa Libertadores da América e da Copa Sul-Americana que ficaram ociosos após serem devolvidos por SporTV e DAZN, a CONMEBOL decide criar a CONMEBOL TV, canal pay-per-view para transmissão exclusiva dos jogos remanescentes da temporada de ambos os torneios, em parceria com o Grupo Bandeirantes de Comunicação. |
| 16   | A Band adquire os direitos de transmissão da temporada 2020–21 do Campeonato Alemão. |
| 18   | O Canal Brasil estreia nova identidade visual. |
| 18   | Uma equipe de jornalismo da TV Centro América, afiliada da Rede Globo em Mato Grosso foi impedida de cobrir um evento com a participação do presidente Jair Bolsonaro numa fazenda do município de Sorriso. A repórter Mel Parizzi e o cinegrafista Idemar Marcatto foram reconhecidos por um segurança, que solicitou a um major do exército que os expulssassem do local, sem motivação aparente. A atitude foi repudiada pela Globo em nota lida em seus telejornais, além de associações de imprensa como a ABERT, ANER e ANJ. |
| 20   | A Rede Globo reinicia a produção da quinta temporada do The Voice Kids, interrompida em razão da pandemia. Atendendo à medidas de distanciamento social, os cantores que seguiram na disputa fazem apresentações virtuais, ficando no estúdio apenas os apresentadores André Marques e Thalita Rebouças, além dos técnicos. A pedido da cantora, Claudia Leitte deixou o júri do programa, sendo substituída por Mumuzinho, que passa a comandar o seu time durante a fase final do talent show.                                   |
| 24   | A TV Centro América, afiliada da Rede Globo em Cuiabá, Mato Grosso afasta os âncoras Luiz Gonzaga Neto (Bom Dia MT) e Leandro Trindade (MTTV 1.ª edição) de suas funções, após Luiz apresentar sintomas da COVID-19, e uma vez que ambos os apresentadores utilizam os mesmos equipamentos e estúdio em seus programas, Leandro também precisou ser afastado por precaução. Os apresentadores foram substituídos, respectivamente, por Luzimar Collares e Kátia Krüger, e ambos retornaram ao trabalho em 1.º de outubro.          |
| 24   | No SBT, Rachel Sheherazade deixa a bancada do SBT Brasil. Márcia Dantas, que já vinha apresentando o jornal nas sextas, assume a vaga. |
| 25   | Na RedeTV!, o apresentador Franklin David deixa a apresentação do Tricotando. |
| 28   | Na RecordTV, o Balanço Geral e o Cidade Alerta ganham novos cenários, vinhetas de aberturas e grafismos. |
| 28   | A Rede Globo e a Unesco promovem a 35.ª edição do Criança Esperança. |
| 29   | Na RedeTV!, Boris Casoy deixa a bancada do RedeTV! News, da qual estava afastado desde 18 de março em razão da pandemia, após ser demitido pela emissora. Mauro Tagliaferri, que vinha apresentando o telejornal interinamente, assume a vaga em rodízio com outros âncoras. |

### Outubro
| Data | Evento |
| ---- | --- |
| 1.º  | O SBT afasta novamente Marcão do Povo do comando do Primeiro Impacto, após o apresentador ter feito comentários políticos durante o programa que desagradaram a direção da emissora. |
| 1.º  | Na RBS TV, afiliada da Rede Globo no Rio Grande do Sul, a jornalista Alice Bastos Neves, em tratamento contra um câncer de mama, apresentou a edição local do Globo Esporte sem utilizar peruca, para conscientizar os telespectadores a respeito da campanha Outubro Rosa. |
| 1.º  | Parte das emissoras da Band promovem debates eleitorais com os candidatos a prefeito nas Eleições 2020. |
| 5    | A Rede Globo retoma a produção do Mais Você, que havia sido interrompida em razão da pandemia. Com o retorno do programa à grade, o Bom Dia Brasil também voltou a sua duração habitual de 60 minutos. |
| 5    | A Justiça Eleitoral proíbe a RecordTV Rio, emissora própria da RecordTV no Rio de Janeiro de fazer publicidade subliminar que induza os seus telespectadores a votarem em Marcelo Crivella (Republicanos), candidato a reeleição para prefeito do município do Rio de Janeiro e sobrinho do proprietário da emissora, Edir Macedo. A decisão foi tomada após o Ministério Público apontar diversas provas de que a emissora estaria fazendo referências ao número 10, do partido de Crivella, através do número de telefone, campanhas publicitárias, linguagem gestual dos apresentadores, entre outros métodos. |
| 9    | Início do horário eleitoral gratuito do 1.º turno das Eleições 2020. |
| 13   | A CNN Brasil afasta a jornalista Monalisa Perrone (Expresso CNN) e os apresentadores Gabriela Prioli e Leandro Karnal (CNN Tonight) de suas funções, após ambos testarem positivo para COVID-19. Monalisa foi substituída interinamente por Carol Nogueira, que precisou deixar a apresentação do CNN 360° para a repórter Roberta Russo, e não retornou mais ao jornalístico por decisão posterior. No dia seguinte, houve a confirmação de que mais de 20 funcionários da empresa também testaram positivo, entre eles a âncora Taís Lopes, que também precisou ser afastada do comando do Jornal da CNN. Todos os apresentadores afastados reassumiram suas funções em 27 de outubro. |
| 15   | A Rede Amazônica Vilhena, afiliada da Rede Globo em Vilhena, Rondônia, obtém liminar judicial impedindo a veiculação do horário eleitoral gratuito em sua programação, alegando dentre outros motivos, incapacidade técnica para gerar a propaganda para o município. |
| 15   | É confirmada a venda das emissoras de rádio e TV do Grupo Solpanamby para o Grupo Thathi de Comunicação, o que inclui a TVB Campinas, afiliada da RecordTV em Campinas, São Paulo, e a TVB Litoral, afiliada da Band em Santos, São Paulo. |
| 16   | A RecordTV demite o repórter especial Gerson de Souza, que estava afastado de suas funções desde 24 de maio de 2019 por acusações de assédio sexual a pelo menos 12 funcionárias do departamento de jornalismo da emissora. A demissão veio após o jornalista virar réu em uma ação judicial movida por quatro funcionárias, fato que tornou insustentável a sua permanência como contratado da Record. |
| 17   | A repórter Nathália Kawage e o cinegrafista Wanderley Prestes, ambos da TV Liberal, afiliada da Rede Globo em Belém, Pará, foram alvo de ameaças e de cárcere privado, enquanto faziam uma reportagem sobre a situação das fortes chuvas na capital paraense e os prejuízos causados por uma ventania em um templo da Assembleia de Deus no bairro do Curió-Utinga. Os jornalistas pediram permissão e foram autorizados a adentrar na capela por um obreiro e pela defesa civil. Porém, ao subir para o terceiro andar do templo, um pastor e também presidente da igreja não deixou a equipe seguir e disse que só poderiam sair dali com a presença da polícia. Os profissionais ao descerem da escada, foram impedidos por um grupo de moradores, que fecharam as cortinas da igreja e trancaram as portas, com ameaças a equipe, além de tentarem roubar a câmera do cinegrafista, que conseguiu fugir do local durante a confusão e se abrigou na casa de um vizinho. A repórter saiu depois. Em nota, a Assembleia de Deus disse que o templo onde aconteceu o ocorrido não é reconhecido pela congregação e que o homem citado não é pastor. A TV Liberal e outros veículos de comunicação lamentaram o fato. |
| 19   | Na RedeTV!, o programa A Tarde É Sua sai inesperadamente do ar durante cerca de 10 minutos, após uma falha na linha de fibra óptica que leva o sinal do programa da produtora Câmera 5, na Vila Romana em São Paulo, até a sede da emissora em Osasco. |
| 19   | No SBT, o Programa do Ratinho volta a ter plateia presencial, com apenas 30 pessoas, se tornando a primeira atração afetada pela pandemia a voltar com o público em seus estúdios. Por razões de segurança, além de outras medidas de prevenção, os presentes também passam por testes para COVID-19 antes de participar do programa. |
| 20   | A CNN Brasil afasta os jornalistas Marcela Rahal (Live CNN) e Rafael Colombo (CNN Novo Dia), após Marcela testar positivo para COVID-19, e uma vez que Rafael convive diariamente com ela por ser seu marido, foi posto em observação, retornando ao trabalho logo em seguida depois de testar negativo. Marcela foi substituída temporariamente por Muriel Porfiro, e retornou às suas funções uma semana depois, em 26 de outubro. |
| 21   | A RecordTV começa a reintegrar depois de 7 meses os jornalistas da casa que foram afastados por estarem no grupo de risco da COVID-19, começando por Renato Lombardi, que reassumiu seu posto de comentarista no Balanço Geral de maneira presencial. Em 25 de outubro, Marcos Hummel reassume a apresentação do Câmera Record, e em 26 de outubro, Celso Freitas volta para a bancada do Jornal da Record. |
| 21   | Durante a realização de um debate eleitoral na TV Brasil Central, emissora pública afiliada da TV Cultura em Goiânia, Goiás, com os candidatos a prefeito do município, o candidato Major Araújo (PSL) abandonou o evento após tecer críticas aos critérios adotados, alegando que foram excluídos outros concorrentes "em virtude de um formato determinado pelo governador Ronaldo Caiado". O mediador Paulo Beringhs então respondeu à atitude do candidato, alegando que as regras do debate haviam sido decididas entre representantes da TV Brasil Central e dos partidos políticos, sem nenhuma interferência do governador, e que as palavras do candidato eram um desrespeito aos jornalistas da emissora, complementando que ele deveria "começar a mudar sua mentalidade, de achar que está sendo perseguido a todo momento, por todo mundo", seguido de um princípio de discussão entre ambos. |
| 22   | A Band afasta o chef de cozinha Erick Jacquin de suas gravações para o programa Minha Receita, após o apresentador e sua esposa Rosângela Menezes testarem positivo para COVID-19. |
| 22   | O SBT afasta o apresentador Ratinho de suas funções após ele testar positivo para COVID-19, e coloca o seu respectivo programa em reprises a partir de 26 de outubro. Esta se torna a segunda vez que o Programa do Ratinho tem suas atividades afetadas por motivos relacionados à pandemia da COVID-19. Após se recuperar da doença, Ratinho voltou a fazer seu programa em 2 de novembro. |
| 25   | No SBT, Fernando Rodrigues deixa a apresentação do Poder em Foco, encerrando também a parceria entre a emissora e o site Poder360 para a produção do programa. |
| 26   | O jornalista Romano dos Anjos, apresentador do programa Mete Bronca, exibido pela TV Imperial, afiliada da RecordTV em Boa Vista, Roraima, foi sequestrado por bandidos encapuzados, que invadiram sua residência e após fazerem o apresentador de refém com sua esposa, a apresentadora Nattacha Vasconcelos, levaram-no em seu carro. O veículo foi encontrado em chamas pela polícia às margens da BR-174, enquanto o apresentador foi encontrado com vida na manhã do dia seguinte, na zona rural do município, amarrado em uma árvore e com um ferimento leve nos braços, sendo encaminhado a um pronto socorro. Segundo a diretora de jornalismo da TV Imperial, Leilane Matos, o crime pode ter relação com as denúncias de corrupção envolvendo políticos locais que o apresentador fazia em seu programa. |
| 29   | Uma equipe de reportagem da TV Integração Uberlândia, afiliada da Rede Globo, foi agredida enquanto realizava uma matéria num pronto socorro do município de Prata, Minas Gerais. O repórter Arcênio Corrêa entrevistava moradores sobre as condições da unidade hospitalar para a cobertura das eleições municipais, quando o médico Jackeny Melo foi tirar satisfações com o repórter e começou a agredi-lo. Ao mesmo tempo, um homem mais tarde identificado como Diego Vilela Pita, supervisor da secretaria municipal de Cultura do município, o agarrou por trás e tentou sufoca-lo com um golpe de mata-leão. O incidente foi flagrado pelo cinegrafista Stanley Matias, que havia deixado sua câmera ligada e correu para apartar a briga, separando o homem que havia agarrado o repórter por trás. Diego depois apanhou um celular que havia caído e tentou quebra-lo jogando o no chão, e fugiu do local em seguida. Em resposta, a prefeitura do município lamentou o ocorrido e anunciou que seria instaurado um procedimento administrativo para apurar o fato, que culminou na exoneração dos envolvidos dos seus respectivos cargos.                                                                  |
| 31   | Parte das emissoras do SBT promovem debates eleitorais com os candidatos a prefeito nas Eleições 2020. |

### Novembro
| Data | Evento |
| ---- | --- |
| 1.º  | No SBT, Roseann Kennedy assume a apresentação do Poder em Foco, substituindo Fernando Rodrigues. |
| 2    | Uma equipe da NSC TV, afiliada da Rede Globo, foi agredida enquanto fazia uma reportagem sobre a fiscalização de aglomerações proibidas via decreto municipal por conta da pandemia na Praia do Campeche em Florianópolis, Santa Catarina. A repórter Bárbara Barbosa e o cinegrafista Renato Soder foram cercados por pessoas que estavam na faixa de areia e desrespeitavam o decreto municipal. Algumas delas avançaram sobre a câmera, ameaçando quebrar o equipamento, e uma mulher tentou pegar o celular das mãos da repórter enquanto era gravada a agressão. Após a confusão, a repórter conseguiu recuperar o celular, ficando com marcas de arranhões no braço. |
| 3    | Uma equipe de reportagem do SBT foi ameaçada durante uma entrada ao vivo para o Primeiro Impacto. O repórter Marcelo Bittencourt tentava mostrar os estragos de um acidente de carro na Rodovia Fernão Dias em São Paulo, enquanto um dos ocupantes do veículo, que aparentemente estava embriagado, discutia com o repórter dizendo que era um criminoso e tentava virar a câmera do cinegrafista para outro ângulo, tentando impedir o trabalho da equipe. |
| 3    | Na GloboNews, Raquel Novaes deixa a apresentação do Jornal GloboNews: Edição das 10h. |
| 3    | A CNN Brasil promove mais uma "dança das cadeiras" em seus telejornais, trocando vários apresentadores e estreando novos âncoras: Carla Vilhena assume a apresentação do Visão CNN, substituindo Luciana Barreto e Daniel Adjuto; no CNN 360°, Glória Vanique assume a vaga que era de Carol Nogueira, ao lado de Daniela Lima; Daniel Adjuto passa a fazer um trio com Monalisa Perrone e Caio Junqueira na bancada do Expresso CNN; Carol Nogueira assume novamente a bancada do Jornal da CNN, desta vez como titular ao lado de William Waack; e por fim, o Realidade CNN ganha a apresentação de Luciana Barreto. |
| 5    | O Grupo Record demite o colunista Rodrigo Constantino após os comentários feitos por ele em relação ao Caso Mariana Ferrer, onde admitiu que se a sua filha fosse estuprada em condições semelhantes à da vítima, ele não denunciaria o culpado. Constantino atuava como comentarista para a Record News, além de outros veículos do grupo. |
| 7    | O SBT promove a 23.ª edição do Teleton, em prol da AACD. |
| 8    | Parte das emissoras da RecordTV promovem debates eleitorais com os candidatos a prefeito nas Eleições 2020. |
| 9    | Na CNN Brasil, Luciana Barreto assume a bancada do telejornal CNN Novo Dia, juntamente com Rafael Colombo e Elisa Veeck. |
| 11   | A RecordTV Rio, emissora própria da RecordTV no Rio de Janeiro, afasta o apresentador Tino Júnior do comando do Balanço Geral RJ, após ele testar positivo para COVID-19. Com o seu afastamento, Lívia Mendonça assumiu interinamente o programa, até o retorno do apresentador em 18 de novembro. |
| 12   | Término do horário eleitoral gratuito do 1.º turno das Eleições 2020. |
| 13   | O repórter Marcos Guedes, da RecordTV, foi agredido enquanto apurava uma denúncia para uma reportagem sobre notícias falsas na eleição do município de Valinhos, São Paulo. Ao se apresentar como repórter, o jornalista e o motorista que o acompanhava foram cercados e espancados pelo candidato a vereador Cabo Amaral (PSD) e por um grupo de mais oito homens, dentre eles, Marcio Xavier Filho (que é membro de campanha de outra candidata do mesmo partido, Capitã Lucimara), e teve sua a família ameaçada caso denunciasse o caso as autoridades. O jornalista precisou ser levado ao hospital, onde recebeu vários pontos na cabeça e onde foram constatadas lesões nos olhos e na boca. Em resposta à série de agressões sofridas, o delegado do município, João Neves Netto, afirmou que vai abrir um inquérito policial pelos crimes de lesão corporal e ameaça contra o jornalista. |
| 15   | A Rede Amazônica Rio Branco, afiliada da Rede Globo em Rio Branco, Acre, afasta o apresentador Ayres Rocha do comando do Jornal do Acre 2.ª edição, após ele testar positivo para COVID-19. Com o seu afastamento, o telejornal foi assumido interinamente por Sâmia Roberta. |
| 18   | A CNN Brasil afasta pela segunda vez no mesmo ano o âncora do Live CNN, Phelipe Siani, após ele testar positivo para COVID-19. Com o seu asfatamento, Daniel Adjuto assumiu interinamente a apresentação do programa ao lado de Marcela Rahal, e mesmo após a recuperação de Siani, Daniel continuou na apresentação do Live CNN até ser oficialmente efetivado como titular pela emissora em 21 de janeiro de 2021. |
| 19   | Na RecordTV, Roberta Piza deixa a bancada do Fala Brasil, entrando em licença-maternidade e sendo substituída por um rodízio de âncoras. Em 9 de fevereiro de 2021, a emissora confirmou que ela não voltaria mais a ser titular do telejornal após o término do seu afastamento. |
| 19   | A RecordTV afasta o apresentador Luiz Bacci do comando do Cidade Alerta, após ele testar postivo para COVID-19. Com o seu afastamento, Matheus Furlan assumiu interinamente o programa, até o retorno do apresentador em 30 de novembro. Além disso, em razão de um novo crescimento do número de casos da doença pelo país, a Record também decidiu afastar pela segunda vez todos os seus profissionais que estão no grupo de risco, cerca de um mês depois deles terem retornado ao trabalho. |
| 19   | Em virtude dos protocolos de segurança adotados contra a COVID-19, a Rede Globo eliminou a participante Ana Carvalho da nona temporada do talent show The Voice Brasil. O anúncio oficial foi feito pelo apresentador Tiago Leifert durante o décimo primeiro episódio da temporada. |
| 19   | Parte das emissoras da Band promovem debates eleitorais com os candidatos a prefeito no 2.º turno das Eleições 2020. |
| 20   | Início do horário eleitoral gratuito do 2.º turno (onde houver) das Eleições 2020. |
| 20   | A Band adquire os direitos de transmissão da Stock Car Brasil a partir da temporada 2021, por um período de cinco anos. O acordo põe fim as transmissões da categoria pela Rede Globo, que exibia as corridas desde a temporada de 2001. |
| 21   | Parte das emissoras do SBT promovem debates eleitorais com os candidatos a prefeito no 2.º turno das Eleições 2020. |
| 21   | Durante a realização de um debate eleitoral na NDTV Blumenau, afiliada à RecordTV em Blumenau, Santa Catarina, o prefeito e candidato à reeleição Mario Hildebrandt (PODE) acaba sofrendo uma queda de pressão diante das câmeras enquanto debatia com o concorrente João Paulo Kleinübing (DEM). A emissora foi forçada a ir para o intervalo, e ao retornar, a mediadora Márcia Dutra comunicou o encerramento do debate aos telespectadores. |
| 22   | Parte das emissoras da RecordTV promovem debates eleitorais com os candidatos a prefeito no 2.º turno das Eleições 2020. |
| 24   | No SBT, a apresentadora Chris Flores é afastada do comando do programa Triturando após testar positivo para COVID-19. Com o seu afastamento, o programa foi assumido interinamente por Gabriel Cartolano. |
| 27   | Término do horário eleitoral gratuito do 2.º turno (onde houver) das Eleições 2020. |
| 27   | Parte das emissoras da Rede Globo promovem debates eleitorais com os candidatos a prefeito no 2.º turno das Eleições 2020. |

### Dezembro
| Data | Evento |
| ---- | --- |
| 1.º  | Na Rede Globo, Ricardo Waddington assume a direção do departamento de entretenimento da emissora, substituindo Carlos Henrique Schroder, que ocupava o cargo desde o início do ano, quando teve início o projeto de reorganização administrativa UmaSóGlobo. Ele no entanto, continua na direção de Criação e Produção de Conteúdo do Grupo Globo, que acumulava com a outra função. |
| 3    | Em parceria com a Huawei, o canal AgroMais realiza a primeira entrada ao vivo com o uso da tecnologia 5G na televisão brasileira. Em uma edição do programa Tech & Startups apresentada por Daniela Ramalho, e transmitida simultaneamente pelo BandNews TV, o jornalista Márcio Campos entrou ao vivo de uma fazenda em Rio Verde, Goiás para falar sobre os testes com o uso da tecnologia na produção agrícola da região. |
| 3    | Em virtude dos protocolos de segurança adotados contra a COVID-19, a Rede Globo eliminou as participantes Rava e Luana Marques da nona temporada do talent show The Voice Brasil. O anúncio oficial foi feito pelo apresentador Tiago Leifert durante o décimo quinto episódio da temporada. |
| 5    | A RecordTV afasta um dos cinegrafistas envolvidos na produção da 12.ª temporada do reality show A Fazenda, após um dos participantes, o cantor Biel, afirmar que teria ouvido o profissional chama-lo de "boiola" nos bastidores. A emissora comunicou que o cinegrafista nega ter ofendido o participante, e que no momento, estava conversando com outro cinegrafista, e que ele está afastado até que o caso termine de ser apurado. |
| 11   | Com menos de uma semana no ar, 12 profissionais ligados ao programa Metagaming, exibido pela Loading, são demitidos dos seus cargos após conflitos com a direção do canal por conta de uma matéria criticando uma empresa desenvolvedora de jogos que era parceira da emissora. Ao anunciarem a saída em suas redes sociais, os profissionais ironizaram a censura sofrida postando receitas de bolo, em alusão ao expediente utilizado por veículos de imprensa que tinham suas matérias censuradas durante o período da ditadura militar. Em solidariedade, os narradores e comentaristas de E-Sports do canal, Diego Toboco, Ravena Dutra e Gustavo Docil também pediram demissão. |
| 11   | A Turner Broadcasting System (Esporte Interativo) afasta o comentarista esportivo Alê Oliveira por tempo indeterminado após o escândalo de violência doméstica envolvendo o profissional e sua ex-esposa, Tereza dos Santos, que se tornou público após denúncias feitas nas redes sociais pela sua ex-enteada, Laís Adriane. Em 5 de maio de 2021, Alê Oliveira encerrou o seu vínculo em comum acordo com a empresa. |
| 13   | A CNN Brasil exibe a 1.ª edição do Prêmio Notáveis CNN. |
| 14   | No SBT, Carlos Nascimento deixa a bancada do SBT Brasil, da qual estava afastado desde 16 de abril por conta da pandemia, após ser demitido pela emissora. Marcelo Torres, que vinha apresentando o telejornal interinamente, assume a vaga. |
| 15   | O Grupo Record rompe o acordo com a ODEPA pelos direitos de transmissão dos Jogos Pan-Americanos de 2023, devido a alta do dólar e os impactos financeiros causados pela pandemia de COVID-19. A organização dos jogos anunciou que irá entrar com um processo contra o grupo por quebra de contrato, além de um rombo no valor de 9,8 milhões de dólares. Com a desistência, a RecordTV encerrou o ciclo de transmissões olímpicas iniciado em 2007. |
| 18   | Um cinegrafista da TV Thathi, afiliada da RecordTV em Campinas, São Paulo, foi agredido com socos e pedradas enquanto registrava imagens de um trabalho policial para localizar o corpo de uma menina que foi morta no município de Hortolândia. As agressões partiram de um homem, que é vizinho dos pais da vítima, e indignado com a situação, partiu para cima do cinegrafista, além de depredar o carro de reportagem da emissora e ameçar outros profissionais que estavam no local. |
| 25   | Na Band, Sérgio Gabriel deixa a bancada do Jornal da Noite. |
| 27   | A Rede Globo exibe no Domingão do Faustão o Troféu Mário Lago 2020. |
| 28   | Na Band, Felipe Vieira assume interinamente a apresentação do Jornal da Noite, substituindo Sérgio Gabriel. Sua efetivação como titular do telejornal foi anunciada oficialmente em 23 de janeiro de 2021. |
| 31   | As principais emissoras de TV do Brasil transmitem o sorteio da Mega da Virada. |

## Programas

### Janeiro
- 1.º de janeiro
  - Reestreia da 1.ª temporada de Troca de Esposas na RecordTV.[292]
  - Estreia da 4.ª temporada de Bates Motel na RecordTV.
- 2 de janeiro — Estreia Mitos e Verdades na RecordTV.[293]
- 3 de janeiro — Estreia Don Matteo na TV Aparecida.[294]
- 4 de janeiro — Estreia SóTocaTop Verão na Rede Globo.[295]
- 5 de janeiro
  - Estreia Pé na Estrada no SBT.[296]
  - Estreia da 5.ª temporada  do The Voice Kids na Rede Globo.[297]
  - A TV Gazeta exibe o especial Gazeta Esporte 50 Anos.[298]
  - Reestreia Engraçadinha: Seus Amores e Seus Pecados no Viva.
  - Termina a 14.ª temporada de CSI: Investigação Criminal na RecordTV.
- 6 de janeiro
  - Estreia da 2.ª temporada de Aeroporto na RecordTV.[299]
  - Estreia Documento Band na Band.[300]
  - Estreia da 3.ª temporada de Agentes da S.H.I.E.L.D. na Rede Globo.
- 7 de janeiro
  - Reestreia O Auto da Compadecida na Rede Globo.[301]
  - Estreia Madiba na Rede Globo.[302]
- 9 de janeiro — Termina Mitos e Verdades na RecordTV.[293]
- 10 de janeiro — Termina O Auto da Compadecida na Rede Globo.[301]
- 11 de janeiro — Estreia A Mulher Invisível no Viva.
- 12 de janeiro — Reestreia da 15.ª temporada de CSI: Investigação Criminal na RecordTV.
- 14 de janeiro — Estreia Chacrinha: A Minissérie na Rede Globo.[303]
- 16 de janeiro
  - A RecordTV exibe o especial Reportagens Premiadas.[304]
  - Termina Madiba na Rede Globo.
  - Termina a 4.ª temporada de Bates Motel na RecordTV.
- 17 de janeiro — Termina Chacrinha: A Minissérie na Rede Globo.[303]
- 18 de janeiro — Termina a 5.ª temporada do Zorra na Rede Globo.
- 19 de janeiro — Termina A Melhor Viagem na RedeTV!.[305]
- 20 de janeiro — Estreia da 5.ª temporada de Bates Motel na RecordTV.
- 21 de janeiro
  - Estreia da 20.ª temporada do Big Brother Brasil na Rede Globo.[306]
  - Estreia Fora de Hora na Rede Globo.[307]
- 23 de janeiro
  - A RecordTV exibe o especial Brumadinho - 1 Ano.[308]
  - Estreia da 3.ª temporada de Lady Night na Rede Globo.[302]
- 24 de janeiro
  - Termina Bom Sucesso na Rede Globo.
  - Termina a 3.ª temporada de Agentes da S.H.I.E.L.D. na Rede Globo.
- 25 de janeiro — Termina a 2.ª temporada de Shades of Blue: Segredos Policiais na RecordTV.
- 26 de janeiro — A TV Gazeta exibe o especial Gazeta 50 Anos.[309]
- 27 de janeiro
  - Termina Olga na RedeTV!.[310]
  - Estreia Betty a Feia em NY no SBT.[311][312]
  - Estreia Salve-se Quem Puder na Rede Globo.[313]
  - Estreia 24 Horas: O Legado na Rede Globo.
- 28 de janeiro — Estreia Alerta Nacional na RedeTV!.[314]
- 29 de janeiro — Termina a 1.ª temporada de Troca de Esposas na RecordTV.
- 30 de janeiro — Estreia Em Nome da Justiça na RecordTV.[315]

### Fevereiro
- 1.º de fevereiro
  - Estreia O Pantanal e Outros Bichos na TV Cultura.[316]
  - Estreia Lupita no Planeta de Gente Grande na TV Cultura.[316]
  - Estreia Diário de Luli na TV Cultura.[316]
  - Estreia da 2.ª temporada de Mr. Robot na RecordTV.
- 3 de fevereiro — Estreia A Culpa é da Carlota no Comedy Central.[317]
- 4 de fevereiro — Termina a 5.ª temporada de Bates Motel na RecordTV.
- 5 de fevereiro
  - Estreia Club 57 na TV Cultura.[318]
  - Estreia da 2.ª temporada de Troca de Esposas na RecordTV.[319]
  - Estreia da 5.ª temporada de Chicago P.D.: Distrito 21 na RecordTV.
- 7 de fevereiro — Termina 24 Horas: O Legado na Rede Globo.
- 11 de fevereiro
  - Termina Abismo de Paixão no SBT.
  - Estreia Twisted: A Hora da Verdade na Rede Globo.
- 14 de fevereiro — Termina Jogo de Espiões na Sessão Globoplay na Rede Globo.
- 15 de fevereiro
  - Estreia Sábado no Santuário na TV Aparecida.[320]
  - Estreia da 3.ª temporada de Júnior Bake Off Brasil no SBT.
- 18 de fevereiro
  - Termina Selva de Pedra no Viva.
  - Estreia Matches na Warner TV.[321]
- 19 de fevereiro — Estreia Brega & Chique no Viva.[322]
- 27 de fevereiro — Termina Twisted: A Hora da Verdade na Rede Globo.
- 28 de fevereiro — Estreia da temporada 2020 do Globo Repórter na Rede Globo.[323]

### Março
- 1.º de março — Termina o bloco Record Kids na RecordTV.
- 3 de março — Estreia da 6.ª temporada de Castle na Rede Globo.
- 7 de março — Estreia Orange Is the New Black na Band.[324]
- 8 de março
  - Reestreia Desenhos Bíblicos na RecordTV.[325]
  - Estreia da 2.ª temporada de The Four Brasil na RecordTV.[326]
- 9 de março
  - Estreia Fofoca Aí na TV Gazeta.[327]
  - Estreia Cidadão Brasileiro na Rede Família.[328]
  - Estreia Pecado Mortal na Rede Família.[328]
  - Estreia da 7.ª temporada do The Noite com Danilo Gentili no SBT.[329]
- 12 de março
  - Em Nome da Justiça tem a exibição suspensa na RecordTV.[77]
  - Termina a 5.ª temporada de Chicago P.D.: Distrito 21 na RecordTV.
- 13 de março
  - Termina Café com Jornal na Band.[330]
  - Mais Você tem a exibição suspensa na Rede Globo.
  - Estreia Águias da Cidade na TV Cultura.[331]
- 14 de março — Termina Esporte Fantástico na RecordTV.[332]
- 15 de março — A 5.ª temporada do The Voice Kids tem a exibição suspensa na Rede Globo.[73]
- 16 de março
  - Reestreia Primeiro Jornal na Band.[330][333]
  - Estreia Agora CNN na CNN Brasil.[334][335]
  - Estreia CNN Novo Dia na CNN Brasil.[335]
  - Estreia Bora Brasil na Band.[336]
  - Estreia Live CNN na CNN Brasil.[335][337]
  - Encontro com Fátima Bernardes tem a exibição suspensa na Rede Globo.[70]
  - Estreia Visão CNN na CNN Brasil.[335]
  - Globo Esporte tem a exibição suspensa na Rede Globo.[70]
  - Se Joga tem a exibição suspensa na Rede Globo.[70]
  - Estreia CNN 360° na CNN Brasil.[335][338]
  - Estreia Expresso CNN na CNN Brasil.[335][339]
  - Estreia Jornal da CNN na CNN Brasil.[335][340]
  - Estreia Realidade CNN na CNN Brasil.[335]
  - Estreia da 6.ª temporada de Chicago P.D.: Distrito 21 na RecordTV.
  - Estreia CNN Newsroom na CNN Brasil.[335]
  - Estreia CNN Líderes na CNN Brasil.
- 17 de março
  - Estreia Combate ao Coronavírus na Rede Globo.[70]
  - Termina Matches na Warner TV.
  - A TV Cultura exibe o especial Elis 75 - Transversal do Tempo.[341]
- 18 de março
  - Gazeta Esportiva tem a exibição suspensa na TV Gazeta.[85]
  - A 2.ª temporada de Troca de Esposas tem a exibição suspensa na RecordTV, em favor da 2.ª temporada do The Four Brasil.
- 19 de março
  - Estreia Plantão da Saúde - Coronavírus na TV Gazeta.[85]
  - Estreia Coronavírus - Plantão na RecordTV.[77]
  - Estreia Totalmente Excelente na BandNews TV.[342]
- 20 de março — Termina Mariana Godoy Entrevista na RedeTV!.
- 21 de março
  - Amor de Mãe tem a exibição suspensa na Rede Globo.[343]
  - Estreia CNN Carteira Inteligente na CNN Brasil.[344]
- 22 de março
  - Reestreia o bloco Record Kids na RecordTV.[345]
  - Reestreia o bloco Mundo Animado na Band.[346]
  - Estreia Todxs Nós na HBO Brasil.[347]
  - Estreia Fórum CNN na CNN Brasil.
- 23 de março
  - Revista da Cidade tem a exibição suspensa na TV Gazeta.[88]
  - Reestreia Fina Estampa na Rede Globo.[343]
- 24 de março — Termina Fora de Hora na Rede Globo.[348]
- 27 de março
  - Termina Éramos Seis na Rede Globo.
  - Estreia RedeTV! 20 Anos na RedeTV!.[349]
  - Estreia da 4.ª temporada de 1 Contra Todos no Fox Premium 2.[350]
- 28 de março
  - Termina SóTocaTop Verão na Rede Globo.[295]
  - Salve-se Quem Puder tem a exibição suspensa na Rede Globo.[343]
  - Termina a 3.ª temporada de Júnior Bake Off Brasil no SBT.[351]
- 29 de março
  - Termina Domingo Show na RecordTV.[352]
  - Reestreia Campeões de Bilheteria na Rede Globo.
- 30 de março
  - Reestreia Pé na Rua na TV Cultura.[353]
  - Reestreia Novo Mundo na Rede Globo.[343]
  - Reestreia Totalmente Demais na Rede Globo.[343]
- 31 de março — Termina a 6.ª temporada de Castle na Rede Globo.[354]

### Abril
- 1.º de abril
  - Estreia A Feiticeira na TV Cultura.[355]
  - Estreia Hypershow na TV Cultura.[356]
  - Estreia da 3.ª temporada de Perception: Truques da Mente na Rede Globo.[354]
- 3 de abril — Termina a 27.ª temporada de Malhação na Rede Globo.[357]
- 4 de abril
  - Estreia Música Boa na Rede Globo.[354]
  - Termina a 5.ª temporada de Chicago Fire: Heróis contra o Fogo na RecordTV.
- 5 de abril — Estreia Saúde e Você na RedeTV!.[358]
- 6 de abril
  - Reestreia da 25.ª temporada de Malhação na Rede Globo.[357]
  - Estreia Jeannie é um Gênio na TV Cultura.[359]
- 7 de abril — Estreia a 1.ª temporada de Manifest: O Mistério do Voo 828 na Rede Globo.[354]
- 11 de abril
  - Reestreia WWE Raw no SBT.[360]
  - Reestreia da 6.ª temporada de Chicago Fire: Heróis contra o Fogo na RecordTV.
- 14 de abril
  - Termina O Rico e Lázaro na RecordTV.[361]
  - Reestreia Jesus na RecordTV.[362]
- 17 de abril
  - Termina a 4.ª temporada de 1 Contra Todos no Fox Premium 2.[350]
  - Termina a 3.ª temporada de Perception: Truques da Mente na Rede Globo.
- 18 de abril
  - Termina Cabocla no Viva.[363]
  - Estreia O Mundo Pós-Pandemia na CNN Brasil.[364]
- 19 de abril — Estreia CNN Todos Juntos na CNN Brasil.[365]
- 20 de abril
  - Encontro com Fátima Bernardes tem a exibição retomada na Rede Globo.[119]
  - Estreia Chocolate com Pimenta no Viva.[363]
  - Reestreia O Que a Vida Me Roubou no SBT.[366]
  - Amor sem Igual tem a exibição suspensa na RecordTV.[367]
- 21 de abril
  - Reestreia Apocalipse na RecordTV.[367]
  - Estreia da 1.ª temporada de Quantico na Rede Globo.
- 24 de abril — Termina Jornal da Cultura 1.ª edição na TV Cultura.
- 25 de abril — Estreia Em Casa na Rede Globo.[368]
- 27 de abril
  - Estreia Jornal da Tarde na TV Cultura.[369]
  - Reestreia Êta Mundo Bom! no Vale a Pena Ver de Novo na Rede Globo.[370]
  - Termina a 20.ª temporada do Big Brother Brasil na Rede Globo.[371]
- 28 de abril — Estreia da 1.ª temporada de Aruanas na Rede Globo.[372]
- 29 de abril
  - Termina Meu Coração é Teu no SBT.
  - Termina a 2.ª temporada do The Four Brasil na RecordTV.
- 30 de abril — Estreia da 2.ª temporada de Mestre do Sabor na Rede Globo.[373]

### Maio
- 1.º de maio
  - Termina Avenida Brasil no Vale a Pena Ver de Novo na Rede Globo.[370]
  - Estreia da 1.ª temporada de S.W.A.T. na Sessão Globoplay na Rede Globo.[370]
- 2 de maio
  - Reestreia Clube do Chaves no SBT.
  - Estreia da 1.ª temporada de Bake Off Brasil: A Cereja do Bolo no SBT.[374]
- 3 de maio
  - Estreia Dossiê CNN na CNN Brasil.[375]
  - Termina Engraçadinha: Seus Amores e Seus Pecados no Viva.
- 5 de maio
  - Termina Caminhos do Coração na RecordTV.
  - Termina CNN Newsroom na CNN Brasil.
- 6 de maio
  - Reestreia Os Mutantes: Caminhos do Coração na RecordTV.[376]
  - Termina a 6.ª temporada de Chicago P.D.: Distrito 21 na RecordTV.
- 7 de maio
  - Termina Fofocalizando no SBT.[377]
  - Estreia da 3.ª temporada de Chicago Med: Atendimento de Emergência na RecordTV.
- 8 de maio — Estreia Triturando no SBT.[377]
- 9 de maio — Termina Música Boa na Rede Globo.[378]
- 10 de maio
  - Termina Todxs Nós na HBO Brasil.
  - Reestreia Dona Flor e Seus Dois Maridos no Viva.
  - Termina a 15.ª temporada de CSI: Investigação Criminal na RecordTV.
- 13 de maio — Estreia Modernistas na TV Cultura.[379]
- 14 de maio — Estreia Anitta Dentro da Casinha no Multishow.[380]
- 17 de maio — Reestreia da 9.ª temporada de CSI: NY na RecordTV.
- 18 de maio
  - Estreia Largados e Pelados na Band.[381]
  - Estreia da 4.ª temporada de Conversa com Bial na Rede Globo.[134]
- 20 de maio — Termina a 1.ª temporada de Quantico na Rede Globo.
- 21 de maio — Estreia da 7.ª temporada de Castle na Rede Globo.
- 22 de maio — Termina Combate ao Coronavírus na Rede Globo.[382]
- 23 de maio
  - Estreia Made In Japão na RecordTV.[383]
  - Termina Orange Is the New Black na Band.
- 30 de maio — Estreia Law & Order: Investigação Especial na Band.[384]
- 31 de maio — Estreia CNN Séries Originais na CNN Brasil.[385]

### Junho
- 3 de junho
  - Termina Cartão Verde na TV Cultura.[386]
  - Termina Modernistas na TV Cultura.[379]
- 4 de junho — Termina Coronavírus - Plantão na RecordTV.[387]
- 6 de junho — Estreia O Ponto na CNN Brasil.[388]
- 10 de junho
  - Estreia Revista do Esporte na TV Cultura.[389]
  - Termina a 3.ª temporada de Chicago Med: Atendimento de Emergência na RecordTV.
- 11 de junho
  - Em Nome da Justiça tem a exibição retomada na RecordTV.[387]
  - Estreia da 4.ª temporada de Chicago Med: Atendimento de Emergência na RecordTV.
- 12 de junho — Termina Faça Você Mesmo na TV Gazeta.
- 17 de junho — A 2.ª temporada de Troca de Esposas tem a exibição retomada na RecordTV.
- 18 de junho — Termina a 3.ª temporada de Lady Night na Rede Globo.
- 19 de junho — Termina a 7.ª temporada de Castle na Rede Globo.
- 20 de junho — Termina a 1.ª temporada de Bake Off Brasil: A Cereja do Bolo no SBT.
- 22 de junho — Estreia JR Entrevista na Record News.[390]
- 23 de junho — Estreia da 6.ª temporada de Homeland: Segurança Nacional na Rede Globo.
- 25 de junho
  - Estreia Na Linha de Frente na Band.[391]
  - Estreia da 2.ª temporada de The Good Doctor na Rede Globo.[392]
- 27 de junho
  - Termina Topa ou não Topa no SBT.
  - Estreia da 4.ª temporada de Fábrica de Casamentos no SBT.[393]
  - Termina Em Casa na Rede Globo.
  - Termina Made In Japão na RecordTV.
- 29 de junho — Reestreia Chiquititas no SBT.[394]
- 30 de junho
  - Estreia Experimentos Extraordinários na TV Cultura.[395]
  - Termina a 1.ª temporada de Aruanas na Rede Globo.

### Julho
- 3 de julho — Termina Plantão da Saúde - Coronavírus na TV Gazeta.[173]
- 4 de julho
  - Estreia Brinquedonautas na TV Cultura.[395]
  - Estreia Território do Brincar na TV Cultura.[395]
  - Estreia Sushi e Além na TV Cultura.[395]
  - Reestreia Máquina da Fama no SBT.[396]
  - Reestreia Show do Tom na RecordTV.[397]
  - Estreia Diário de Um Confinado na Rede Globo.[398]
- 5 de julho — A Band exibe o Especial Luciano do Valle.[399]
- 6 de julho — Gazeta Esportiva tem a exibição retomada na TV Gazeta.[173]
- 7 de julho — Reestreia Cine Holliúdy na Rede Globo.[400]
- 8 de julho
  - Termina a 2.ª temporada de Troca de Esposas na RecordTV.
  - Termina a 6.ª temporada de Homeland: Segurança Nacional na Rede Globo.
- 9 de julho — Estreia Segredos em Família na Rede Globo.[401]
- 11 de julho — Reestreia Sabadão com Celso Portiolli no SBT.[402]
- 13 de julho
  - Estreia Faça Você Mesmo na TV Aparecida.[403]
  - Termina As Aventuras de Poliana no SBT.[404]
  - Estreia CNN Tonight na CNN Brasil.[405]
- 14 de julho — Estreia da 7.ª temporada de MasterChef na Band.[406]
- 15 de julho — Estreia da 2.ª temporada de Top Chef Brasil na RecordTV.[407]
- 16 de julho — Termina Em Nome da Justiça na RecordTV.
- 18 de julho
  - Termina Sabadão com Celso Portiolli no SBT.[408]
  - Termina a 6.ª temporada de Chicago Fire: Heróis contra o Fogo na RecordTV.
  - Estreia da 7.ª temporada de Chicago Fire: Heróis contra o Fogo na RecordTV.
- 19 de julho — A Band exibe o Especial José Paulo de Andrade.[409]
- 20 de julho
  - Estreia Quando me Apaixono no SBT.[410]
  - Reestreia Alarma TV no SBT.[411]
- 21 de julho — Termina Triturando no SBT.[412]
- 22 de julho — Estreia Notícias Impressionantes no SBT.[412][413]
- 23 de julho
  - Reestreia Triturando no SBT.[413]
  - Termina a 2.ª temporada de Mestre do Sabor na Rede Globo.[373]
  - Estreia da temporada 2020 do Repórter Record Investigação na RecordTV.[184]
  - Termina a 4.ª temporada de Chicago Med: Atendimento de Emergência na RecordTV.
- 24 de julho — Termina Segredos em Família na Rede Globo.
- 25 de julho
  - Termina Clube do Chaves no SBT.[188]
  - Termina O Melhor da Escolinha, juntamente com o bloco Sessão Comédia na Rede Globo.[414]
  - Reestreia Milagres de Nossa Senhora no SBT.[408]
  - Termina Diário de Um Confinado na Rede Globo.
- 27 de julho
  - Estreia Se Sobreviver, Case! no Multishow.[415]
  - Estreia da 3.ª temporada de Shades of Blue: Segredos Policiais na RecordTV.
- 28 de julho
  - Termina a 1.ª temporada de Manifest: O Mistério do Voo 828 na Rede Globo.
  - Reestreia da 3.ª temporada de Máquina Mortífera na Rede Globo.
- 30 de julho — Estreia Hebe na Rede Globo.[416]
- 31 de julho
  - Termina Chaves no SBT.[188]
  - Termina Chaves no Multishow.[188]
  - Termina Chapolin no Multishow.[188]

### Agosto
- 1.º de agosto
  - Estreia da 6.ª temporada de Crimes Graves no SBT.[417]
  - Estreia da 11.ª temporada de Big Bang: A Teoria no SBT.[417]
  - Reestreia Patrulha Salvadora no SBT.[417]
  - Reestreia Toma Lá, Dá Cá na Rede Globo.[414]
  - Reestreia Música Boa na Rede Globo.[414]
  - Termina Milagres de Nossa Senhora no SBT.
- 3 de agosto
  - Revista da Cidade tem a exibição retomada e passa a se chamar Revista da Manhã na TV Gazeta.[173]
  - Globo Esporte tem a exibição retomada na Rede Globo.[190]
  - Estreia Elas na TV Cultura.[418]
- 4 de agosto
  - Termina Betty, a Feia em NY no SBT.
  - Reestreia Tapas & Beijos na Rede Globo.[419]
- 8 de agosto
  - Estreia Brasil Caminhoneiro na RecordTV.[420]
  - Estreia Talentos na TV Cultura.[421]
  - Termina a 4.ª temporada de Fábrica de Casamentos no SBT.
- 9 de agosto
  - Estreia Planeta Turismo na TV Cultura.[418]
  - Estreia Brasil Biomas na TV Cultura.[418]
- 11 de agosto — Termina a 3.ª temporada de Shades of Blue: Segredos Policiais na RecordTV.
- 12 de agosto — Reestreia A Nova Super Máquina na RecordTV.
- 14 de agosto — Termina a 3.ª temporada de Máquina Mortífera na Rede Globo.
- 15 de agosto
  - Termina Esquadrão da Moda no SBT, como programa fixo.[422]
  - Estreia da 6.ª temporada do Zorra na Rede Globo.[423]
  - Estreia da 6.ª temporada de Bake Off Brasil: Mão na Massa no SBT.[424]
- 18 de agosto
  - Termina A Escrava Isaura na RecordTV.
  - Reestreia Escrava Mãe na RecordTV.[425]
  - Reestreia da 3.ª temporada de Agentes da S.H.I.E.L.D. na Rede Globo.
- 22 de agosto
  - Reestreia Kombina na TV Aparecida.[426]
  - Estreia Arte Brasil na TV Aparecida.[426]
  - Estreia da 2.ª temporada de Bake Off Brasil: A Cereja do Bolo no SBT.[427]
  - Termina O Clone no Viva.
- 24 de agosto — Estreia Mulheres Apaixonadas no Viva.[428]
- 29 de agosto
  - Termina Patrulha Salvadora no SBT.
  - Termina Novo Mundo na Rede Globo.
- 30 de agosto — Estreia Modão do Brasil na TV Gazeta.[429]
- 31 de agosto
  - Reestreia Flor do Caribe na Rede Globo.[430]
  - A Rede Globo exibe na Tela Quente o filme Pantera Negra, em homenagem ao ator Chadwick Boseman, que faleceu três dias antes.[431]
  - Estreia Renda Extra na RedeTV!.[432]

### Setembro
- 1 de setembro — Termina Cine Holliúdy na Rede Globo.
- 3 de setembro — Termina a temporada 2020 do Repórter Record Investigação na RecordTV.
- 5 de setembro — Estreia da 1.ª temporada de The Boys no SBT.[433]
- 6 de setembro — Termina a 9.ª temporada de CSI: NY na RecordTV.
- 7 de setembro
  - Termina Brega & Chique no Viva.[434]
  - Reestreia Laços de Família no Vale a Pena Ver de Novo na Rede Globo.[435]
  - Termina a 2.ª temporada de Aeroporto na RecordTV.
- 8 de setembro
  - Estreia Sassaricando no Viva.[434]
  - Estreia Amor e Sorte na Rede Globo.[436]
  - Estreia da 12.ª temporada de A Fazenda na RecordTV.[437]
- 9 de setembro — Termina A Nova Super Máquina na RecordTV.
- 10 de setembro — Estreia da 3.ª temporada de Mr. Robot na RecordTV.
- 11 de setembro — Termina Êta Mundo Bom! no Vale a Pena Ver de Novo na Rede Globo.
- 12 de setembro — Termina a 11.ª temporada de Big Bang: A Teoria no SBT.
- 13 de setembro
  - Termina o bloco Mundo Animado na Band.[438]
  - Termina Band Esporte Clube na Band.
  - Reestreia da 15.ª temporada de CSI: Investigação Criminal na RecordTV.
- 14 de setembro
  - Termina Ouro Verde na Band.
  - Estreia Viagem Cultural na TV Aparecida.[439]
- 15 de setembro
  - Reestreia Floribella na Band.[440]
  - Estreia Visita na Roça na TV Aparecida.[439]
- 16 de setembro
  - Estreia De Papo com Amanda Françozo na TV Aparecida.[439][441]
  - Termina a 3.ª temporada de Agentes da S.H.I.E.L.D. na Rede Globo.
- 17 de setembro
  - Estreia Os Campeões de Audiência na TV Cultura.[442]
  - Reestreia Jogo de Espiões na Rede Globo.[443]
- 18 de setembro
  - Termina Edu Guedes e Você na RedeTV!.[444]
  - Termina a 15.ª temporada de Malhação no Viva.
  - Termina Aqui na Band na Band.
- 19 de setembro
  - Termina a 6.ª temporada de Crimes Graves no SBT.
  - Estreia O Encantador de Pets na Band.[445]
  - Estreia Sábado com Maria na TV Aparecida.[439]
  - Estreia Bruce Lee: A Lenda na Band.[446]
  - Estreia Cultura & Design na TV Cultura.[447]
  - Termina Fina Estampa na Rede Globo.[448]
- 20 de setembro
  - Reestreia Show do Esporte na Band.[449]
  - A 5.ª temporada do The Voice Kids tem a exibição retomada na Rede Globo.[218]
  - Termina Dona Flor e Seus Dois Maridos no Viva.
- 21 de setembro
  - Estreia The Chef com Edu Guedes na Band.[450]
  - Estreia da 1.ª temporada de Malhação no Viva.[451]
  - Termina Apocalipse na RecordTV.
  - Reestreia A Força do Querer na Rede Globo.[448]
  - Estreia Melhor Agora na Band.[452]
- 25 de setembro — Estreia da 2.ª temporada de O Anjo Investidor na RedeTV!.[453]
- 26 de setembro — Estreia da 6.ª temporada de Longmire: O Xerife no SBT.[454]
- 27 de setembro
  - Reestreia Orange Is the New Black na Band.[455]
  - Reestreia Anos Dourados no Viva.[456]
- 28 de setembro — Estreia Opinião No Ar na RedeTV!.[457]
- 29 de setembro — Termina Amor e Sorte na Rede Globo.[436]
- 30 de setembro — Termina a 3.ª temporada de Mr. Robot na RecordTV.

### Outubro
- 1 de outubro
  - Termina Os Campeões de Audiência na TV Cultura.[442]
  - Termina Hebe na Rede Globo.
  - Termina Alarma TV no SBT.[458]
- 2 de outubro
  - Termina Tricotando na RedeTV!.[459]
  - Termina O Mundo Pós-Pandemia na CNN Brasil.
  - Termina RedeTV! 20 Anos na RedeTV!.
  - Termina a 2.ª temporada de Top Chef Brasil na RecordTV.
  - Termina Jogo de Espiões na Rede Globo.
- 3 de outubro — Termina Música Boa na Rede Globo.
- 4 de outubro — Estreia da 1.ª temporada de Canta Comigo Teen na RecordTV.[460]
- 5 de outubro
  - Mais Você tem a exibição retomada na Rede Globo.[228]
  - Estreia Vou Te Contar na RedeTV!.[461]
- 6 de outubro
  - Estreia do especial Sob Pressão: Plantão Covid na Rede Globo.[462]
  - Reestreia da 3.ª temporada de Perception: Truques da Mente na Rede Globo.
- 8 de outubro
  - Estreia da 1.ª temporada do Minha Receita na Band.[455]
  - Termina a 2.ª temporada de The Good Doctor na Rede Globo.
- 9 de outubro — Estreia CNN Nosso Mundo na CNN Brasil.[463]
- 10 de outubro
  - Estreia Simples Assim na Rede Globo.[464]
  - Termina Totalmente Demais na Rede Globo.[465]
- 11 de outubro
  - Termina a 5.ª temporada do The Voice Kids na Rede Globo.[218]
  - A Band exibe o especial Romaria.[455]
- 12 de outubro — Reestreia Haja Coração na Rede Globo.[465]
- 13 de outubro
  - Estreia JR Business na Record News.[466]
  - Termina o especial Sob Pressão: Plantão Covid na Rede Globo.[462]
  - Termina Tapas & Beijos na Rede Globo.
  - Estreia Bar Aberto na Band.[467]
- 14 de outubro — Estreia JR Trade na Record News.[466]
- 15 de outubro
  - Estreia JR Mundo na Record News.[466]
  - Estreia da 9.ª temporada do The Voice Brasil na Rede Globo.[468]
  - Estreia Que História É Essa Porchat? na Rede Globo.[469]
- 16 de outubro
  - Estreia JR Agro na Record News.[466]
  - Termina a 1.ª temporada de S.W.A.T. na Sessão Globoplay na Rede Globo.
- 17 de outubro — Estreia Sex Privê Club na Band.[470]
- 18 de outubro — Estreia da 6.ª temporada da Escolinha do Professor Raimundo na Rede Globo.[471]
- 19 de outubro
  - Estreia da 6.ª temporada da Escolinha do Professor Raimundo no Viva.[470]
  - Termina Conexão Repórter no SBT.[472]
- 21 de outubro — Estreia Noturnos no Canal Brasil.[473]
- 23 de outubro
  - Estreia da 1.ª temporada de FBI na Sessão Globoplay na Rede Globo.
  - Termina a 3.ª temporada de Perception: Truques da Mente na Rede Globo.
- 24 de outubro
  - Termina Show do Tom na RecordTV.[474]
  - Termina a 7.ª temporada de Chicago Fire: Heróis contra o Fogo na RecordTV.
  - Termina a 1.ª temporada de The Boys no SBT.
- 26 de outubro — Reestreia Arena SBT no SBT.[475]
- 27 de outubro — Estreia Não Há Segunda Chance na Rede Globo.[476]
- 28 de outubro — Amor sem Igual tem a exibição retomada na RecordTV.[477]
- 30 de outubro
  - Estreia Game dos Clones na RecordTV.[478]
  - Termina Não Há Segunda Chance na Rede Globo.
- 31 de outubro — Termina Programa da Maisa no SBT.[479]

### Novembro
- 3 de novembro — Estreia da 5.ª temporada de Lady Night no Multishow.[480]
- 9 de novembro
  - Estreia CNN Prime Time na CNN Brasil.[259]
  - Estreia Vidas Cruzadas na Rede Família.[481]
  - Termina Pecado Mortal na Rede Família.
- 10 de novembro — Estreia News Edição das 10 na Record News.[482]
- 11 de novembro — A Rede Globo exibe no Corujão o filme 5x Favela - Agora por Nós Mesmos, em homenagem ao cineasta Cadu Barcellos que faleceu no mesmo dia.[483]
- 16 de novembro
  - Reestreia Repórter Brasil Tarde na TV Brasil.[484]
  - Estreia Triunfo do Amor no SBT.[485]
- 17 de novembro
  - Termina Os Mutantes: Caminhos do Coração na RecordTV.[486]
  - Estreia Faz Teu Nome no Multishow.[487]
- 20 de novembro
  - Estreia da 5.ª temporada de Shark Tank Brasil no Sony Channel.[488]
  - A Rede Globo exibe o especial Falas Negras.[489]
- 22 de novembro — Termina Manhattan Connection na GloboNews.[490]
- 23 de novembro
  - Termina O Que a Vida me Roubou no SBT.[491]
  - Estreia 2000 e Vishhh na TNT.[492]
- 24 de novembro — A Rede Globo exibe na Sessão da Tarde o filme 2 Filhos de Francisco, em homenagem à Francisco Camargo que faleceu no dia anterior.[493]
- 25 de novembro
  - Termina Cúmplices de um Resgate no SBT.[494]
  - Termina Noturnos no Canal Brasil.
  - A Rede Globo exibe o Especial Maradona.[495]
- 28 de novembro — Termina a 6.ª temporada de Longmire: O Xerife no SBT.
- 30 de novembro — Estreia Jornal do Boris na TV Gazeta.[496]

### Dezembro
- 3 de dezembro — Termina Bar Aberto na Band.
- 5 de dezembro
  - Reestreia Big Bang: A Teoria no SBT.
  - Termina Zorra na Rede Globo.[497]
- 6 de dezembro — Termina É da Gente na RedeTV!.[498]
- 7 de dezembro — Termina Melhor Agora na Band.[499]
- 8 de dezembro — A Rede Globo exibe no Corujão o filme Em Nome da Lei, em homenagem ao ator Eduardo Galvão que faleceu no dia anterior.[500]
- 10 de dezembro — A TV Cultura exibe o especial Até Amanhã - 110 Anos de Noel Rosa.[501]
- 12 de dezembro
  - A RecordTV exibe o especial Tempo com Luciano Camargo.[502]
  - Termina a 6.ª temporada de Bake Off Brasil: Mão na Massa no SBT.
- 13 de dezembro — Estreia É da Gente na Rede Brasil.[498]
- 14 de dezembro — Termina 2000 e Vishhh na TNT.[492]
- 17 de dezembro
  - Termina a 1.ª temporada do Minha Receita na Band.
  - Termina a 9.ª temporada do The Voice Brasil na Rede Globo.[468]
  - Termina a 12.ª temporada de A Fazenda na RecordTV.[503]
  - Termina Que História É Essa Porchat? na Rede Globo.
- 18 de dezembro
  - Termina a temporada 2020 do Globo Repórter na Rede Globo.
  - Termina a 4.ª temporada de Conversa com Bial na Rede Globo.[504]
- 19 de dezembro
  - Termina Chocolate com Pimenta no Viva.
  - Termina a 2.ª temporada de Bake Off Brasil: A Cereja do Bolo no SBT.
  - A TV Cultura exibe o especial Boni e a TV no Brasil.[505]
- 20 de dezembro
  - Termina a 1.ª temporada de Canta Comigo Teen na RecordTV.[506]
  - A Rede Globo reexibe o especial Juntos a Magia Acontece, exibido originalmente em 25 de dezembro de 2019.[507]
  - Termina Orange Is the New Black na Band.
- 21 de dezembro
  - Reestreia A Viagem no Viva.[508]
  - A RecordTV exibe o especial Canta Comigo All Stars.[502][509]
  - A Band exibe a sua Retrospectiva 2020.[455]
  - Estreia Vai que Cola na Rede Globo.[504]
- 22 de dezembro
  - A RecordTV exibe a Retrospectiva dos Famosos 2020.[502]
  - A Rede Globo reexibe o especial Roberto Carlos em Jerusalém, exibido originalmente em 10 de setembro de 2011.[290][510]
  - A Rede Globo exibe o especial 220 Volts.[290]
- 23 de dezembro
  - A RecordTV exibe o especial Família Record.[502]
  - A Band exibe o especial MasterChef Celebridades.[511]
- 24 de dezembro
  - A Band exibe o especial Feliz Natal com Catia Fonseca.[512]
  - A Rede Globo exibe o especial de Natal do The Voice Brasil.[290]
  - A RecordTV reexibe o especial O Fino da Bossa, exibido originalmente em 11 de dezembro de 2018.[502]
  - A Rede Globo, TV Cultura, Rede Vida e TV Aparecida exibem a Missa do Galo.
  - A Band exibe o especial Natal em Família com Fernando & Sorocaba.[513]
- 25 de dezembro
  - A RedeTV! exibe a sua Retrospectiva 2020.[514]
  - A Band exibe o Especial de Natal com Andrea Bocelli.[515]
  - A Rede Globo exibe o especial Gilda, Lúcia e o Bode, spin off da série Amor e Sorte.[290]
- 26 de dezembro
  - Termina Simples Assim na Rede Globo.[464]
  - Termina WWE Raw no SBT.
- 27 de dezembro
  - A Band exibe o especial Maradona: El Pibe de Ouro.[516]
  - A Band exibe o especial Datena - Um Novo Olhar.[517]
  - Termina a 15.ª temporada de CSI: Investigação Criminal na RecordTV.
- 28 de dezembro
  - A RecordTV exibe a sua Retrospectiva 2020.[502]
  - O SBT exibe a sua Retrospectiva 2020.[518]
- 29 de dezembro
  - A Rede Globo exibe a sua Retrospectiva 2020.[290]
  - Termina a 7.ª temporada de MasterChef na Band.[511]
- 30 de dezembro — A RecordTV exibe a retrospectiva Cidade Alerta: Grandes Casos.[502]
- 31 de dezembro
  - A Rede Globo exibe o Show da Virada.[290]
  - A Band exibe o Especial Hebe Camargo.[519]

### Lançamentos viaplataforma sob demanda
- 31 de janeiro — Estreia Tudo ou Nada: Seleção Brasileira no Prime Video.[520]
- 7 de fevereiro — Estreia da 1.ª temporada de Arcanjo Renegado no Globoplay.[521]
- 20 de fevereiro — Estreia Spectros na Netflix.[522]
- 11 de março — Estreia The Circle Brasil na Netflix.[523]
- 13 de março — Estreia Marielle - O Documentário no Globoplay.[524]
- 20 de março — Estreia da 1.ª temporada de Soltos em Floripa no Prime Video.[525]
- 23 de abril — Estreia Todas as Mulheres do Mundo no Globoplay.[526]
- 10 de junho — Estreia Reality Z na Netflix.[527]
- 12 de junho — Estreia O Crush Perfeito na Netflix.[528]
- 19 de junho — Estreia da 2.ª temporada de Coisa Mais Linda na Netflix.[529]
- 17 de julho
  - Estreia da 1.ª temporada de Diário de Um Confinado no Globoplay.[398]
  - Estreia Boca a Boca na Netflix.[530]
- 23 de junho — Estreia Em Nome de Deus no Globoplay.[531]
- 4 de agosto — Estreia Mundo Mistério na Netflix.[532]
- 14 de agosto — Estreia da 4.ª temporada de 3% na Netflix.[533]
- 10 de setembro — Estreia da 2.ª temporada de A Divisão no Globoplay.[534]
- 25 de setembro — Estreia da 2.ª temporada de Diário de Um Confinado no Globoplay.[535]
- 1.º de outubro — Estreia da 1.ª temporada de Bom Dia, Verônica na Netflix.[536]
- 22 de outubro — Estreia Desalma no Globoplay.[537]
- 24 de outubro — Estreia Game dos Clones no Prime Video.[538]
- 10 de novembro — Estreia Brasil Imperial no Prime Video.[539]
- 11 de novembro — Estreia Nasce Uma Rainha na Netflix.[540]
- 12 de novembro — Estreia da 1.ª temporada de As Five no Globoplay.[541]
- 17 de novembro — Estreia Sobrevoando no Disney+.[542]
- 27 de novembro — Estreia Por Um Respiro no Globoplay.[543]
- 3 de dezembro — Estreia Cercados no Globoplay.[544]
- 16 de dezembro — Estreia Anitta: Made In Honório na Netflix.[545]

## Emissoras e plataformas

### Fundações
| Data            | Emissora           | Cidade, UF                 | Notas | Ref.           |
| --------------- | ------------------ | -------------------------- | --- | -------------- |
| 15 de março     | CNN Brasil         | São Paulo, SP              | Versão brasileira do canal de notícias CNN, licenciada pela WarnerMedia e de propriedade da Novus Mídia | [ 69 ] [ 546 ] |
| 3 de abril      | SBT Vídeos         | —                          | Plataforma de streaming e vídeo sob demanda, pertencente ao Grupo Silvio Santos | [ 547 ]        |
| 1.º de junho    | Band Ceará         | Fortaleza, Ceará           | Emissora própria da Band, substituindo a NordesTV após seu encerramento no estado | [ 548 ]        |
| 22 de junho     | AgroMais           | Brasília, Distrito Federal | Canal programado pelo Grupo Bandeirantes de Comunicação voltado a notícias exclusivamente relacionadas ao agronegócio                                                                                            | [ 549 ]        |
| 25 de julho     | Trace Brazuca      | —                          | Canal programado pela Alliance Trace Media, com programação voltada à música urbana e a cultura afro-brasileira                                                                                                  | [ 550 ]        |
| 28 de julho     | TV A Crítica Belém | Belém, Pará                | Emissora pertencente ao Sistema Livre de Comunicação, tendo como afiliação a TV A Crítica | [ 551 ]        |
| 9 de agosto     | Gulli              | São Paulo, SP              | Versão brasileira do canal de televisão francês Gulli, voltado para crianças e pré-adolescentes, programado pela M6                                                                                              | [ 552 ]        |
| 12 de setembro  | Canal do Criador   | São Paulo, SP              | Canal programado pela J&F Investimentos, voltado a notícias exclusivamente relacionadas a pecuária. | [ 553 ]        |
| 15 de setembro  | Conmebol TV        | São Paulo, SP              | Canal pay-per-view para transmissão de jogos de futebol da Copa Libertadores da América, Copa Sul-Americana e Recopa Sul-Americana, programado pelo Grupo Bandeirantes de Comunicação em parceria com a CONMEBOL | [ 214 ]        |
| 1.º de novembro | TV Otimista        | Fortaleza, Ceará           | Canal por assinatura regional vinculado ao jornal O Otimista | [ 554 ]        |
| 17 de novembro  | Disney+            | —                          | Plataforma de streaming e vídeo sob demanda, pertencente à The Walt Disney Company | [ 555 ]        |
| 17 de novembro  | Pluto TV           | —                          | Plataforma de streaming e vídeo sob demanda, pertencente à ViacomCBS | [ 556 ]        |
| 30 de novembro  | DirecTV Go         | —                          | Plataforma de streaming e vídeo sob demanda, pertencente à Vrio Corp. | [ 557 ]        |
| 7 de dezembro   | Loading            | São Paulo, SP              | Canal de televisão voltado ao público jovem, mantida pela Spring Comunicação | [ 558 ]        |

### Extinções
| Data            | Emissora        | Cidade, UF                       | Notas | Ref.                |
| --------------- | --------------- | -------------------------------- | --- | ------------------- |
| 26 de fevereiro | Cine+           | Campo Grande, Mato Grosso do Sul | A emissora pertencia ao Sistema Brasileiro do Agronegócio | [carece de fontes?] |
| 31 de maio      | NordesTV        | Sobral, Ceará                    | Com o fim da afiliação com a Band, o Sistema Jangadeiro de Comunicação optou por encerrar as operações da emissora, transformando o canal em uma repetidora da TV Jangadeiro de Fortaleza, Ceará | [ 559 ]             |
| 31 de julho     | VH1 MegaHits    | São Paulo, SP                    | O canal foi descontinuado após a ViacomCBS Networks International decidir expandir o sinal da MTV Live HD nas operadoras que ainda não a possuíam                                                | [ 560 ]             |
| 7 de outubro    | VH1 HD          | São Paulo, SP                    | O canal foi substituído pelo VH1 Europa | [ 561 ]             |
| 31 de outubro   | Love Nature     | São Paulo, SP                    | O canal foi descontinuado por decisão da sua programadora, AMC Networks International Latin America                                                                                              | [ 562 ]             |
| 25 de dezembro  | TV Transamérica | Curitiba, Paraná                 | A emissora do Conglomerado Alfa foi encerrada devido ao fim da parceria com a produtora CentralTV                                                                                                | [carece de fontes?] |

### Rebrandings
| Data             | Emissora             | Cidade, UF                       | Notas                                     | Ref.                |
| ---------------- | -------------------- | -------------------------------- | ----------------------------------------- | ------------------- |
| 1.º de fevereiro | Max                  | São Paulo, SP                    | Passa a se chamar HBO Mundi               | [ 563 ]             |
| 1.º de fevereiro | Max UP               | São Paulo, SP                    | Passa a se chamar HBO Pop                 | [ 563 ]             |
| 1.º de fevereiro | MaxPrime             | São Paulo, SP                    | Passa a se chamar HBO Xtreme              | [ 563 ]             |
| 5 de fevereiro   | TV ALES              | Vitória, Espírito Santo          | Passa a se chamar TV Assembleia           | [carece de fontes?] |
| 1.º de março     | ZooMoo               | São Paulo, SP                    | Passa a se chamar ZooMoo Kids             | [carece de fontes?] |
| 2 de abril       | MultiCultura         | São Paulo, SP                    | Passa a se chamar TV Cultura Educação     | [ 564 ]             |
| 14 de abril      | Paramount Channel    | São Paulo, SP                    | Passa a se chamar Paramount Network       | [ 565 ]             |
| 21 de abril      | TV Mix Regional      | Limeira, SP                      | Passa a se chamar Rede 41                 | [carece de fontes?] |
| 11 de maio       | TV Piraíba           | Colíder, Mato Grosso             | Passa a se chamar TV Cidade Verde Colíder | [carece de fontes?] |
| 16 de maio       | PlayTV               | São Paulo, SP                    | Passa a se chamar TV Walter Abrahão       | [ 566 ]             |
| 19 de maio       | TV Boa Vista         | Boa Vista, Roraima               | Passa a se chamar TV Norte Boa Vista      | [carece de fontes?] |
| 1.º de junho     | TV Em Tempo          | Manaus, Amazonas                 | Passa a se chamar TV Norte Amazonas       | [ 567 ]             |
| 11 de junho      | RTP TV Castanhal     | Castanhal, Pará                  | Passa a se chamar TV Paraense             | [carece de fontes?] |
| 12 de junho      | TV Geraes            | Montes Claros, Minas Gerais      | Passa a se chamar TV Gazeta Norte Mineira | [carece de fontes?] |
| 30 de junho      | TV Cidade            | Açailândia, Maranhão             | Passa a se chamar TVI Açailândia          | [carece de fontes?] |
| 3 de julho       | TV Caiuá             | Umuarama, Paraná                 | Passa a se chamar RedeTV! Sul             | [ 568 ]             |
| 4 de julho       | TV Jornal Meio Norte | Teresina, Piauí                  | Passa a se chamar TV Jornal               | [ 569 ]             |
| 7 de julho       | TV Clube             | Açailândia, Maranhão             | Passa a se chamar TVA                     | [carece de fontes?] |
| 15 de setembro   | Globosat Play        | Rio de Janeiro, RJ               | Passa a se chamar Canais Globo            | [ 570 ]             |
| 1.º de outubro   | Mais Globosat        | Rio de Janeiro, RJ               | Passa a se chamar Mais na Tela            | [ 571 ]             |
| 28 de outubro    | SBT Tocantins        | Palmas, Tocantins                | Passa a se chamar TV Norte Tocantins      | [ 572 ]             |
| 1.º de novembro  | TVB Litoral          | Santos, São Paulo                | Passa a se chamar TV Thathi Litoral       | [carece de fontes?] |
| 4 de novembro    | TVB Campinas         | Campinas, São Paulo              | Passa a se chamar TV Thathi Campinas      | [carece de fontes?] |
| 9 de novembro    | TV O Povo            | Fortaleza, Ceará                 | Passa a se chamar Canal FDR               | [ 573 ]             |
| 20 de novembro   | TV Eldorado          | Santa Inês, Maranhão             | Passa a se chamar Rede Mais Família       | [ 574 ]             |
| 23 de novembro   | TV Interativa        | Campo Grande, Mato Grosso do Sul | Volta a se chamar TV Guanandi             | [ 575 ]             |
| 8 de dezembro    | NDTV Xanxerê         | Xanxerê, Santa Catarina          | Passa a se chamar NDTV Criciúma           | [ 576 ]             |

### Trocas de afiliação
| Data            | Emissora       | Cidade, UF                         | Afiliação anterior             | Afiliação nova  | Notas | Ref.                |
| --------------- | -------------- | ---------------------------------- | ------------------------------ | --------------- | --- | ------------------- |
| 20 de janeiro   | TV da Gente    | Pacajus, Ceará                     | Independente                   | TV Gazeta       | Independente desde sua fundação, a emissora passa a exibir alguns programas do canal paulista | [carece de fontes?] |
| 30 de janeiro   | Rede Cidade    | Boa Vista, Roraima                 | NGT                            | TV Gazeta       | Após 4 anos, a emissora se afilia à rede paulista | [carece de fontes?] |
| 12 de fevereiro | TV Vitória     | Vitória de Santo Antão, Pernambuco | TV Evangelizar                 | RBTV            | A emissora voltou com a antiga afiliação após cerca de um ano | [carece de fontes?] |
| 21 de abril     | Rede 41        | Limeira, SP                        | TV Escola                      | Independente    | Com a adoção de uma programação exclusivamente local pela emissora, os programas da TV Escola deixam de ser exibidos. | [carece de fontes?] |
| 30 de junho     | TVI Açailândia | Açailândia, Maranhão               | Band                           | RedeTV!         | Com o controle assumido pelo grupo mantenedor da TVI de Imperatriz, a emissora deixa a Band e encerra a parceria de longa data da RedeTV! com a TV Clube                                                                           | [carece de fontes?] |
| 3 de julho      | RedeTV! Sul    | Umuarama, Paraná                   | TV Paraná Turismo (TV Cultura) | RedeTV!         | Segunda afiliada da RedeTV! no estado do Paraná, deixando a antiga afiliação após 15 anos no ar | [ 568 ]             |
| 4 de julho      | TV Jornal      | Teresina, Piauí                    | Independente                   | TV Cultura      | Um ano após entrar no ar, o canal deixa de ter programação independente e passa a retransmitir a TV Cultura na maior parte do tempo. Teresina torna-se a última capital da região Nordeste a ter uma afiliada da emissora paulista | [ 569 ] [ 577 ]     |
| 7 de julho      | TVA            | Açailândia, Maranhão               | RedeTV!                        | Rede Meio Norte | Após perder a afiliação da RedeTV! para a TVI Açailândia depois de 20 anos de parceria, passou a retransmitir a programação da emissora piauiense                                                                                  | [carece de fontes?] |
| 9 de julho      | TV Araguaína   | Araguaína, Tocantins               | SBT                            | TV A Crítica    | Primeira afiliada da TV A Crítica em sua fase independente. Entre o fim de sua parceria com o SBT e a nova afiliação, foi exibida em caráter provisório a programação da Rede União no período de 20 de junho a 9 de julho         | [ 578 ]             |
| 18 de agosto    | TVE RS         | Porto Alegre, Rio Grande do Sul    | TV Brasil TV Cultura           | TV Brasil       | A emissora gaúcha passou a exibir apenas atrações da TV Brasil, após um período de 5 anos exibindo conteúdos da TV Cultura | [carece de fontes?] |
| 1.º de setembro | UPFTV          | Passo Fundo, Rio Grande do Sul     | Canal Futura                   | TV Cultura      | A emissora encerrou 15 anos de parceria com o Futura, do qual era afiliada desde sua fundação, e passou a exibir a programação da TV Cultura                                                                                       | [ 579 ]             |
| 2 de outubro    | TV Maracu      | Viana, Maranhão                    | SBT                            | RecordTV        | A emissora realiza a terceira troca de afiliação em quatro anos, agora firmando uma parceria com a TV Cidade de São Luís | [ 580 ]             |

## Mortes
| Data            | Nome                                 | Idade | Notas | Ref.    |
| --------------- | ------------------------------------ | ----- | --- | ------- |
| 5 de janeiro    | Luiz Parreiras                       | 78    | Ator. Trabalhos mais notáveis incluem Os Apóstolos de Judas, A Leoa, Irmã Catarina e O Rei do Gado | [ 581 ] |
| 14 de janeiro   | José Camargo                         | 91    | Empresário e político. Fundou e presidiu o Grupo Camargo de Comunicação, responsável pela TV Cotia (1999-2020) e TV FL (2010-2020) | [ 582 ] |
| 16 de janeiro   | Luiz Vieira                          | 91    | Cantor e apresentador. Apresentou o programa Encontro com Luiz Vieira na TV Excelsior | [ 583 ] |
| 24 de janeiro   | Sérgio Noronha                       | 87    | Cronista esportivo. Trabalhou como comentarista na Rede Tupi, TV Rio, TVE Brasil, TV Corcovado, Rede Globo, SporTV e Band | [ 584 ] |
| 28 de janeiro   | Flavio Goldemberg                    | 58    | Produtor e diretor. Trabalhos mais notáveis incluem Armação Ilimitada, TV Colosso, Hipertensão, The Voice Brasil e Popstar | [ 585 ] |
| 28 de janeiro   | Claudiney Pedroso                    | —     | Jornalista. Apresentou o Jornal da Record na TV Regional de Mirassol d'Oeste, Mato Grosso | [ 586 ] |
| 4 de fevereiro  | Waldemar Ruy dos Santos (Asa Branca) | 57    | Locutor e cantor. Foi apresentador dos programas Som Brasil e Amigos, e fez participações especiais como ator em Mulheres de Areia e O Rei do Gado | [ 587 ] |
| 10 de fevereiro | Jeferson Morais                      | 58    | Jornalista. Foi apresentador dos programas Fique Alerta e Balanço Geral AL na TV Pajuçara | [ 588 ] |
| 13 de fevereiro | Chico Alves                          | 87    | Jornalista. Foi diretor de jornalismo da TV Cidade de Fortaleza, Ceará | [ 589 ] |
| 17 de fevereiro | Tadeu Nascimento                     | 74    | Jornalista. Apresentou os programas Barra Pesada na TV Jangadeiro, Tadeu Nascimento Repórter na TV Cidade e Rota 22 na TV Diário, além de trabalhar na TV Metrópole | [ 590 ] |
| 17 de fevereiro | Ubiracy Saboia                       | 46    | Jornalista. Trabalhou como comentarista político na TV Cidade Verde de Teresina, Piauí, além de ter passado por outras emissoras | [ 591 ] |
| 18 de fevereiro | Cristiano Góes                       | 45    | Jornalista. Exerceu diversas funções nas TVs Cultura, Band Amazonas, TV Amazonas e TV A Crítica | [ 592 ] |
| 19 de fevereiro | Luis Alberto Volpe                   | 67    | Cronista esportivo. Trabalhou nas funções de apresentador e narrador, passando por Rede Globo, SBT, TV Cultura e ESPN Brasil | [ 593 ] |
| 19 de fevereiro | José Mojica Marins                   | 83    | Diretor e ator de cinema. Na televisão, apresentou os programas Cine Trash na Band e O Estranho Mundo de Zé do Caixão no Canal Brasil, caracterizado como o seu tradicional personagem Zé do Caixão | [ 594 ] |
| 21 de fevereiro | Tarcísio Holanda                     | 83    | Jornalista. Trabalhou como editor na TV Brasília, onde era responsável pelo Telemanhã (exibido em rede nacional pela Rede Manchete) e como apresentador na TV Câmara | [ 595 ] |
| 25 de fevereiro | Gilson Cardoso                       | 25    | Cinegrafista. Ocupava esta função na TV Assembleia de São Luís, Maranhão, e morreu vítima de um infarto enquanto trabalhava na cobertura do carnaval local | [ 596 ] |
| 27 de fevereiro | Valdir Espinosa                      | 72    | Treinador e futebolista. Na televisão, foi comentarista dos canais SporTV e Premiere | [ 597 ] |
| 27 de fevereiro | Marne Barcelos                       | 77    | Jornalista e radialista. Foi locutor e apresentador de programas da RBS TV, Rede Pampa, TV Rio, TV Excelsior e RecordTV | [ 598 ] |
| 29 de fevereiro | Rui Chapéu                           | 79    | Jogador de sinuca. Na televisão, fazia o quadro "Bilhar de Sinuca", exibido no Show do Esporte da Band | [ 599 ] |
| 3 de março      | Cadu Cortez                          | 40    | Jornalista e cronista esportivo. Foi repórter do SBT e atuou como narrador e comentarista por Fox Sports, TV Cultura e DAZN | [ 600 ] |
| 4 de março      | Adelaide Chiozzo                     | 88    | Cantora e atriz. Na televisão, trabalhos notáveis incluem Feijão Maravilha, Cambalacho e Deus nos Acuda | [ 601 ] |
| 4 de março      | Ornelas Filho                        | 61    | Ator. Na televisão, atuou na série Sítio do Picapau Amarelo | [ 602 ] |
| 9 de março      | Sinval Martins                       | 86    | Ator. Atuou em diversas telenovelas produzidas pela TV Paranaense de Curitiba, Paraná na década de 1960 | [ 603 ] |
| 21 de março     | Bruno Lima Penido                    | 41    | Jornalista e roteirista. Foi editor e produtor da GloboNews, e colaborou como roteirista de Verdades Secretas, Malhação: Viva a Diferença, Vídeo Show e A Cara do Pai | [ 604 ] |
| 22 de março     | Mariana Kalil                        | 47    | Jornalista e escritora. Foi colunista do programa Band Mulher, exibido pela Band RS de Porto Alegre, Rio Grande do Sul | [ 605 ] |
| 24 de março     | Mariane Ebert                        | 51    | Atriz, cantora e bailarina. Na televisão, trabalhos notáveis incluem Barriga de Aluguel e Sonho Meu | [ 606 ] |
| 27 de março     | Daniel Azulay                        | 72    | Cartunista. Criou e apresentou o programa Turma do Lambe-Lambe, exibido pela TVE Brasil e pela Band, e teve passagens pelo Canal Futura e TV Rá-Tim-Bum | [ 607 ] |
| 27 de março     | Joselita Alvarenga                   | 85    | Atriz. Trabalhos notáveis incluem Avenida Paulista, Campeão e Jogo do Amor | [ 608 ] |
| 14 de abril     | Hemetério Gurgel                     | 84    | Jornalista. Apresentou o programa Sabor e Saber, exibido pela TV Tropical de Natal, Rio Grande do Norte | [ 609 ] |
| 15 de abril     | Richard Lima                         | 25    | Jornalista. Trabalhou como repórter na TVE Cultura de Campo Grande, Mato Grosso do Sul | [ 610 ] |
| 16 de abril     | Henrique Ogalla                      | 74    | Ator e dublador. Trabalhos notáveis incluem Zás Trás, TV de Vanguarda e Clube dos Heróis | [ 611 ] |
| 17 de abril     | Filipe Duarte                        | 46    | Ator português. Seu único trabalho na televisão brasileira foi na telenovela Amor de Mãe | [ 612 ] |
| 17 de abril     | Renato Pupo                          | 85    | Ator. Na televisão, trabalhos notáveis incluem Pai Herói e Sítio do Picapau Amarelo | [ 613 ] |
| 21 de abril     | Roberto Fernandes                    | 61    | Jornalista, radialista e cronista esportivo. Foi comentarista do Repórter Maranhão na TV Brasil Maranhão e do Bom Dia Mirante na TV Mirante, além de comentarista esportivo em jogos exibidos pelo Premiere | [ 614 ] |
| 22 de abril     | Mário Petrelli                       | 84    | Empresário. Fundou e presidiu entre 1987 e 2014 o Grupo RIC, responsável pela RIC TV no Paraná e em Santa Catarina, além de ter sido acionista da TV Cultura e TV Barriga Verde de Florianópolis, TV Coligadas de Blumenau e fundador da TV Cultura de Chapecó, participando direta ou indiretamente do desenvolvimento das principais emissoras de TV catarinenses | [ 615 ] |
| 23 de abril     | João Mellão Neto                     | 64    | Jornalista, empresário e político. Na televisão, foi comentarista do Record em Notícias, exibido pela RecordTV, durante a década de 1990 | [ 616 ] |
| 29 de abril     | Luís Edgar de Andrade                | 89    | Jornalista. Trabalhou como chefe de redação na Rede Manchete e como editor-chefe do Jornal Nacional na Rede Globo | [ 617 ] |
| 30 de abril     | Ronan Soares                         | 80    | Jornalista. Ocupou diversas funções no departamento de jornalismo da Rede Globo entre 1975 e 1995, além de ter sido gerente de coproduções da GloboNews nos anos seguintes | [ 618 ] |
| 30 de abril     | Arthur Almeida                       | 15    | Cantor. Participou da terceira temporada do The Voice Kids na Rede Globo | [ 619 ] |
| 30 de abril     | Nirlando Beirão                      | 71    | Jornalista e escritor. Na televisão, foi comentarista político do Jornal da Record News na Record News | [ 620 ] |
| 4 de maio       | Flávio Migliaccio                    | 85    | Ator. Trabalhos notáveis incluem Grande Teatro Tupi, O Primeiro Amor, Shazan, Xerife e Cia., As Aventuras de Tio Maneco e Tapas & Beijos | [ 621 ] |
| 5 de maio       | Daisy Lúcidi                         | 90    | Atriz e radialista. Trabalhos mais notáveis incluem Enquanto Houver Estrelas, Supermanoela, O Casarão, Paraíso Tropical e Passione | [ 622 ] |
| 7 de maio       | Jerubal Garcia                       | 87    | Pioneiro cameraman da TV brasileira. Trabalhou na Rede Tupi, Band e Rede Globo | [ 623 ] |
| 10 de maio      | Antônio Carlos Ferreira              | —     | Cronista esportivo. Foi comentarista de esportes na Rede Globo e Rede Vida, além de diretor de esportes desta última | [ 624 ] |
| 27 de maio      | Ali Chaim                            | 81    | Jornalista. Passou por TV Iguaçu, TV Paraná e TV Paranaense | [ 625 ] |
| 27 de maio      | Murilo Melo Filho                    | 91    | Jornalista. Atuou como apresentador e comentarista político na TV Rio, TV Excelsior e Rede Manchete, onde participou de programas como Congresso em Revista, Jornal Excelsior, Jornal da Manchete e Debate em Manchete | [ 626 ] |
| 3 de junho      | Jimy Raw                             | 58    | Apresentador, radialista e produtor. Produziu os programas Aqui e Agora na Rede Tupi e Na Boca do Povo na Rede OM, e apresentou os programas Bike Show, Shock e Globo de Ouro | [ 627 ] |
| 3 de junho      | Maria Alice Vergueiro                | 85    | Atriz. Trabalhos notáveis incluem Sassaricando, Brava Gente e O Sistema | [ 628 ] |
| 12 de junho     | Mauro Gianfrancesco                  | 74    | Produtor e escritor. Trabalhou pela Rede Tupi, Band, TV Cultura e SBT, onde foi o autor da telenovela O Anjo Maldito | [ 629 ] |
| 13 de junho     | Luiz Felipe Agostinelli              | 74    | Foi coordenador do departamento de chamadas do SBT, tendo trabalhado também na RecordTV e Band | [ 630 ] |
| 15 de junho     | José de Almeida Castro               | 97    | Empresário e jornalista. Foi diretor geral da Rede Tupi e Rede Record, além de ter sido presidente da ABERT | [ 631 ] |
| 16 de junho     | Edy Portela                          | 55    | Apresentador. Trabalhou na TV Ponta Negra e RBA TV de Santarém, Pará | [ 632 ] |
| 26 de junho     | Fatima Rebouças                      | 64    | Advogada. Foi diretora jurídica da Band Bahia de Salvador, Bahia | [ 633 ] |
| 27 de junho     | Clarice Amaral                       | 84    | Apresentadora e jornalista. Apresentou os programas Grande Gincana Kibon, São Paulo, Capital Rua Augusta e Clarice Amaral em Desfile | [ 634 ] |
| 1.º de julho    | José Itamar de Freitas               | 85    | Jornalista. Dirigiu o Fantástico entre 1973 e 1991 e foi editor do Jornal Nacional na Rede Globo | [ 635 ] |
| 3 de julho      | Leonardo Villar                      | 96    | Ator. Trabalhos notáveis incluem A Cor da Sua Pele, Os Miseráveis, Os Ossos do Barão, Estúpido Cupido, Mania de Querer e Barriga de Aluguel | [ 636 ] |
| 16 de julho     | Del Rangel                           | 64    | Diretor e produtor. Foi diretor de teledramturgia da Rede Record e SBT, diretor de programação da TV Cultura, além de trabalhar em diversas telenovelas e séries da Rede Globo e Rede Manchete | [ 637 ] |
| 17 de julho     | José Paulo de Andrade                | 78    | Jornalista e radialista. Na televisão, apresentou os programas Titulares da Notícia, Jornal de São Paulo, Rede Cidade e Band Cidade, todos pela Band | [ 638 ] |
| 25 de julho     | Turíbio Ruiz                         | 90    | Ator, radialista e dublador. Trabalhos notáveis incluem A Grande Mentira, A Cabana do Pai Tomás, Alegria 81 e Ô... Coitado! | [ 639 ] |
| 26 de julho     | Armando Gomes                        | 77    | Radialista e cronista esportivo. Foi o criador e apresentador do Esporte por Esporte, exibido pela Santa Cecília TV de Santos, São Paulo | [ 640 ] |
| 27 de julho     | Zildetti Montiel                     | —     | Jornalista e apresentadora. Atuou em produções da Rede Tupi como atriz, e apresentou telejornais da Rede Globo e Band, além do programa Ela, na TV Cultura | [ 641 ] |
| 28 de julho     | Rodrigo Rodrigues                    | 45    | Jornalista e músico. Passou por Rede Vida, TV Cultura, SBT, Band, TV Gazeta, ESPN Brasil, Esporte Interativo e SporTV | [ 642 ] |
| 31 de julho     | Dilma Lóes                           | 70    | Atriz. Trabalhos notáveis incluem Tempo de Viver e O Bem-Amado | [ 643 ] |
| 3 de agosto     | Jorge Portugal                       | 63    | Professor, escritor e compositor. Na televisão, apresentou entre 2001 e 2009 o programa educativo Aprovado, exibido pela Rede Bahia | [ 644 ] |
| 5 de agosto     | Gésio Amadeu                         | 73    | Ator. Trabalhos notáveis incluem Éramos Seis, Sinhá Moça, Renascer, Chiquititas e Sítio do Picapau Amarelo | [ 645 ] |
| 5 de agosto     | Leila Cravo                          | 66    | Atriz. Na televisão, trabalhos notáveis incluem Corrida do Ouro e Sinal de Alerta, além de apresentar o Fantástico | [ 646 ] |
| 8 de agosto     | Chica Xavier                         | 88    | Atriz. Trabalhos notáveis incluem Os Imigrantes, Tenda dos Milagres, Sinhá Moça, Renascer, Cara & Coroa e Duas Caras | [ 647 ] |
| 24 de agosto    | Xênia Bier                           | 85    | Apresentadora e jornalista. Trabalhos notáveis incluem Xênia e Você, TV Mulher, Mulher 87 e Mulheres | [ 648 ] |
| 24 de agosto    | Washington Novaes                    | 86    | Jornalista. Foi editor do Domingo Gente, Jornal Nacional e Globo Repórter na Rede Globo, e consultor de jornalismo da TV Cultura | [ 649 ] |
| 25 de agosto    | Antony Kassinove                     | 61    | Apresentador. Foi assistente de palco do programa Corrida Maluca no SBT, e apresentador do Cassino Dance na CNT | [ 650 ] |
| 27 de agosto    | Arnaldo Saccomani                    | 71    | Produtor musical. Na televisão trabalhou como jurado nos programas Astros, Ídolos, Qual é o Seu Talento? e Programa do Ratinho e produtor musical em várias novelas do SBT | [ 651 ] |
| 31 de agosto    | Pietro Mário                         | 81    | Ator e dublador. Trabalhos notáveis incluem Capitão Furacão e Sinhazinha Flô | [ 652 ] |
| 5 de setembro   | José Carlos Lippi                    | 76    | Cronista esportivo. Atuou como comentarista na TVT e na TV Cidade de Teresópolis, Rio de Janeiro | [ 653 ] |
| 6 de setembro   | João Bosco Tureta                    | 80    | Cronista esportivo. Atuou como comentarista esportivo na PSN e no Space | [ 654 ] |
| 12 de setembro  | Ari Borges                           | 63    | Jornalista e diretor de TV. Dirigiu os programas Mariana Godoy Entrevista na RedeTV! e Agora É com Datena na Band, além de produções da RecordTV, TV Cultura e ESPN Brasil | [ 655 ] |
| 15 de setembro  | Aloysio de Andrade Faria             | 99    | Banqueiro e empresário. Foi proprietário do Conglomerado Alfa, responsável pela TV Transamérica de Curitiba, Paraná, e fundador da TV Vila Rica de Belo Horizonte, Minas Gerais | [ 656 ] |
| 16 de setembro  | Fernando Vieira                      | 79    | Apresentador e radialista. Foi comentarista do Portovisão e apresentador do Discoteca 78 na TV Difusora, e apresentador do Zoom na TV Guaíba e TV Pampa | [ 657 ] |
| 17 de setembro  | Kairo Amaral                         | 24    | Jornalista. Atuou como repórter pela TV Costa Norte, TV Meio Norte e TV Clube | [ 658 ] |
| 27 de setembro  | Emilio Di Biasi                      | 81    | Ator e diretor. Trabalhos notáveis incluem Os Adolescentes, Os Imigrantes, Renascer, O Rei do Gado, Anjo Mau, A Escrava Isaura e Araguaia | [ 659 ] |
| 29 de setembro  | Márcia Cardeal                       | 71    | Atriz e apresentadora. Trabalhos notáveis incluem Teledrama e Zás Trás | [ 660 ] |
| 4 de outubro    | Zuza Homem de Mello                  | 87    | Jornalista e musicólogo. Na televisão, foi engenheiro de som e booker de artistas internacionais da RecordTV na década de 1960, e apresentou a série Jazz Brasil na TV Cultura | [ 661 ] |
| 6 de outubro    | Dalmo Pessoa                         | 78    | Radialista e cronista esportivo. Na televisão, participou do Mesa Redonda na TV Gazeta | [ 662 ] |
| 8 de outubro    | Adolfo Campos                        | 61    | Cronista esportivo e radialista. Na televisão, trabalhou como comentarista da TV Anhanguera Goiânia e TV Serra Dourada | [ 663 ] |
| 9 de outubro    | Cecil Thiré                          | 77    | Ator e diretor. Trabalhos notáveis incluem Escalada, Roda de Fogo, Sassaricando, A Próxima Vítima, Zorra Total e Cidadão Brasileiro | [ 664 ] |
| 10 de outubro   | Nogueira Júnior                      | 53    | Apresentador. Atuou em diversas emissoras do Tocantins e do interior do Maranhão | [ 665 ] |
| 16 de outubro   | Celestino Valenzuela                 | 92    | Cronista esportivo. Trabalhou como comentarista e apresentador na TV Piratini e narrador na RBS TV, onde também apresentou o quadro de esportes do Jornal do Almoço | [ 666 ] |
| 23 de outubro   | Jane di Castro                       | 73    | Atriz performática. Na televisão, fez participações especiais em obras como Explode Coração, Paraíso Tropical, Pé na Cova e A Força do Querer | [ 667 ] |
| 31 de outubro   | Octávio Tostes                       | 62    | Jornalista. Trabalhou como editor na RecordTV, Band Rio, Rede Globo, TV Senac, TV Cultura e CBS Telenotícias | [ 668 ] |
| 1.º de novembro | Tom Veiga                            | 47    | Foi manipulador e intérprete do boneco de papagaio Louro José nos programas Note e Anote e Mais Você | [ 669 ] |
| 8 de novembro   | Vanusa                               | 73    | Cantora. Na televisão, atuou nos programas Os Adoráveis Trapalhões da TV Excelsior e na telenovela Cinderela 77 da Rede Tupi, e apresentou o programa Assunto de Mulher na TV Diário | [ 670 ] |
| 10 de novembro  | João Carlos Pereira                  | 61    | Professor, jornalista e escritor. Na televisão, foi comentarista nas coberturas do Círio de Nazaré pela TV Liberal entre 1999 e 2020 | [ 671 ] |
| 11 de novembro  | Cadu Barcellos                       | 36    | Cineasta. Na televisão, foi diretor e roteirista de Mais x Favela no Multishow, e foi assistente de direção do Greg News na HBO Brasil | [ 672 ] |
| 11 de novembro  | Walteres Arraes                      | 66    | Jornalista. Atuou como repórter na TV Clube, TV Meio Norte e TV Assembleia | [ 673 ] |
| 13 de novembro  | Marcos Manzano                       | 61    | Ator e empresário. Na televisão, participou das telenovelas Vale Tudo e De Corpo e Alma | [ 674 ] |
| 18 de novembro  | Roberto Lopes                        | —     | Ator. Atuou em papéis secundários em várias produções de dramaturgia da Rede Globo, Rede Manchete, SBT e RecordTV | [ 675 ] |
| 18 de novembro  | Jonas Mello                          | 83    | Ator. Trabalhos notáveis incluem Vendaval, Meu Rico Português, João Brasileiro, o Bom Baiano, Terras do Sem-Fim, Conflito, Mandacaru, Canavial de Paixões e A Escrava Isaura | [ 676 ] |
| 18 de novembro  | Nelly Raymond                        | 88    | Jornalista, produtora e diretora argentina. Foi responsável pela criação dos programas Sinos de Belém, Viva a Noite e Tempo de Alegria | [ 677 ] |
| 24 de novembro  | João Alves Filho                     | 79    | Político, empresário e escritor. Fundou e foi proprietário da TV Jornal de Aracaju, Sergipe, entre 1987 e 1997 | [ 678 ] |
| 24 de novembro  | Fernando Vanucci                     | 69    | Jornalista e cronista esportivo. Passou por Rede Globo, Band, RecordTV, RedeTV! e Rede Brasil, onde apresentou programas como Globo Esporte, Esporte Espetacular, Show do Esporte, TV Esporte Notícias e Bola na Rede | [ 679 ] |
| 28 de novembro  | Khaled Hauache                       | 102   | Empresário sírio-brasileiro. Junto a sua esposa Sadie Hauache, fundou e dirigiu em Manaus, Amazonas a TV Ajuricaba (1969-1984) e a TV Manaus (1992-2007) | [ 680 ] |
| 2 de dezembro   | Rodela                               | 66    | Humorista. Participou de vários programas de televisão, como Show de Calouros, Leão Livre e Programa do Ratinho | [ 681 ] |
| 8 de dezembro   | Eduardo Galvão                       | 58    | Ator. Trabalhos notáveis incluem Despedida de Solteiro, Caça Talentos, Um Menino muito Maluquinho, Avassaladoras: A Série, Dance Dance Dance e Apocalipse | [ 682 ] |
| 10 de dezembro  | Leila Richers                        | 65    | Jornalista. Passou por Rede Manchete, CNT e TVE Brasil, onde apresentou programas como Jornal da Manchete 2.ª edição, Ela e Ele, CNT Jornal, Salto para o Futuro e Edição Nacional | [ 683 ] |
| 11 de dezembro  | Zora Yonara                          | 86    | Astróloga e radialista. Na televisão, apresentou o Horóscopo na TVS Rio de Janeiro e participou do Jornal do Almoço na TV Gaúcha e TV Mulher na Rede Globo | [ 684 ] |
| 15 de dezembro  | Orlando Duarte                       | 88    | Jornalista e cronista esportivo. Passou por SBT, RecordTV, Rede Globo e Band, além de ter sido diretor de esportes da TV Cultura | [ 685 ] |
| 16 de dezembro  | Rosaly Papadopol                     | 64    | Atriz. Trabalhos notáveis incluem Salário Mínimo, Antônio Alves, Taxista e Louca Paixão | [ 686 ] |
| 16 de dezembro  | Ricky Medeiros                       | 69    | Produtor e escritor americano-brasileiro. Foi diretor de programação do SBT durante 26 anos, tendo ainda produzido atrações como Programa Silvio Santos, Bozo e Qual É a Música? | [ 687 ] |
| 17 de dezembro  | Christina Rodrigues                  | 47    | Atriz. Atuou em papéis secundários em diversas telenovelas da Rede Globo, além de fazer parte do elenco do Zorra | [ 688 ] |
| 20 de dezembro  | Nicette Bruno                        | 87    | Atriz. Trabalhos notáveis incluem Os Fantoches, O Meu Pé de Laranja Lima, Camomila e Bem-me-quer, Éramos Seis, Louco Amor, Selva de Pedra, O Amor Está no Ar, Sítio do Picapau Amarelo e A Vida da Gente | [ 689 ] |
| 28 de dezembro  | Ivalino Raimundo da Silva (Gaúcho)   | 81    | Operador de câmera. Trabalhou na Rede Globo nos programas Cassino do Chacrinha e no Domingão do Faustão, e neste último ficou marcado por ser alvo de piadas do apresentador Fausto Silva e nunca dar risada | [ 690 ] |
| 30 de dezembro  | Gustavo Roman                        | 45    | Jornalista e escritor. Na televisão, trabalhou como narrador e comentarista esportivo do DAZN | [ 691 ] |